# Gandino

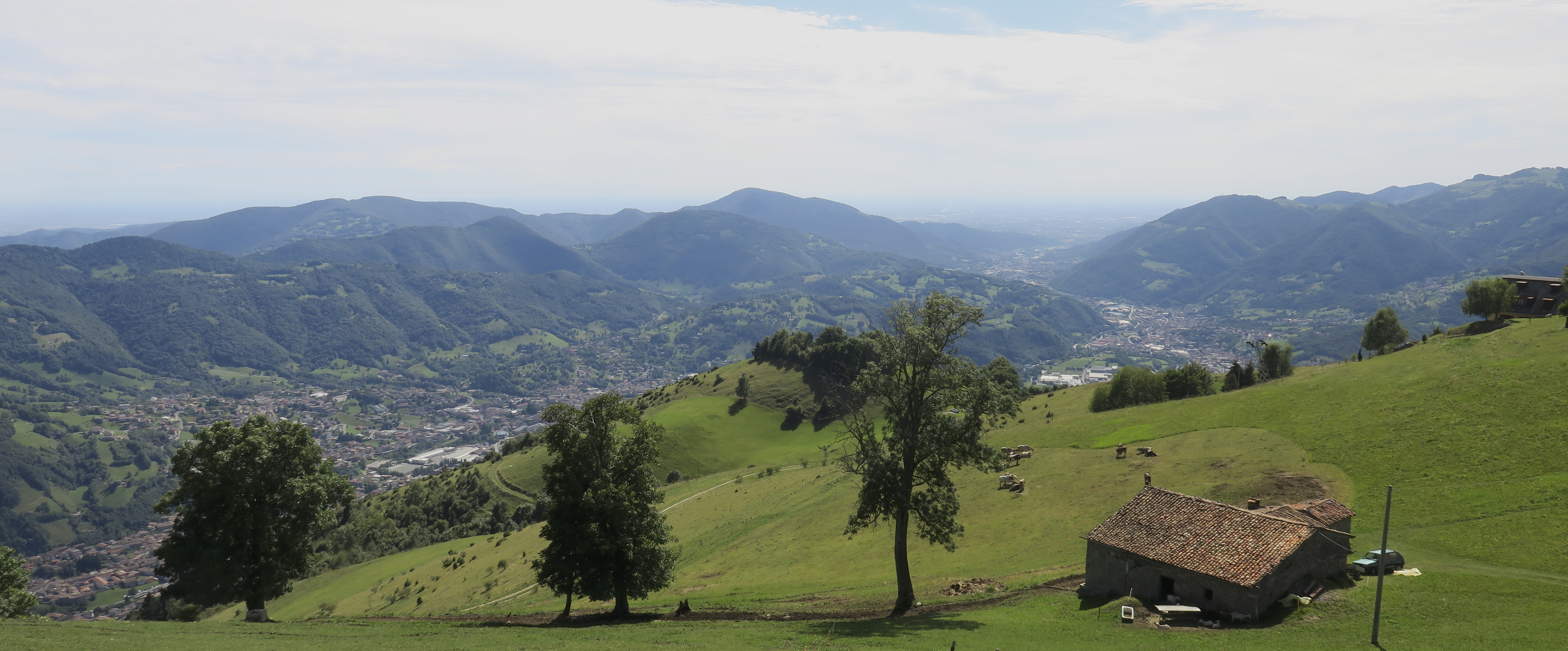
La Val Gandino vista dal monte Farno

Gandino (AFI: [ɡanˈdiːno]; Gandì [ɡanˈdi] in dialetto bergamasco) è un comune italiano di 5 161 abitanti della provincia di Bergamo in Lombardia. Situato in Val Gandino, alla sinistra orografica del fiume Serio, dista circa 24 chilometri a nord-est dal capoluogo orobico ed è compreso nella Comunità montana della Valle Seriana.

## Geografia fisica

### Territorio

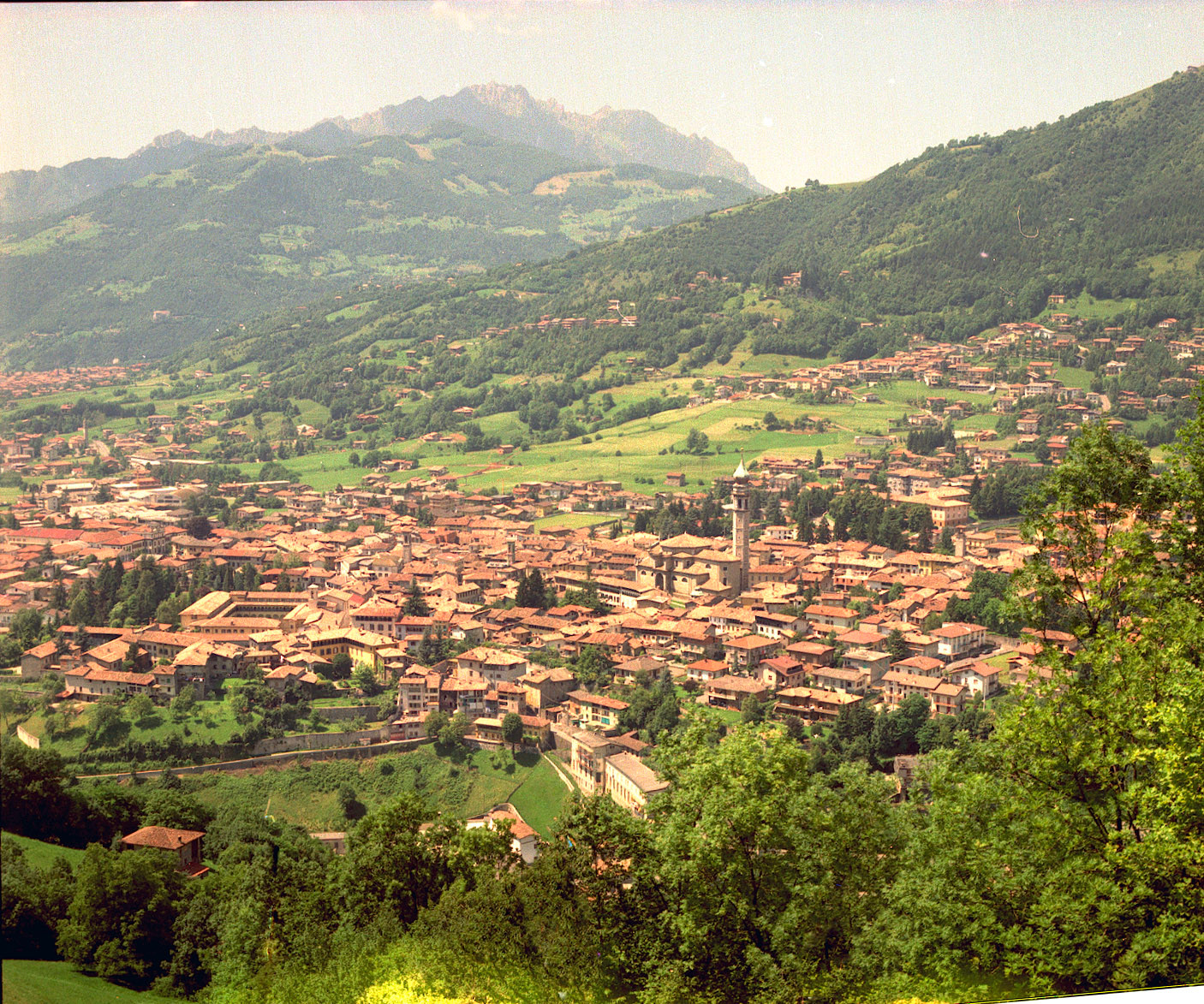
Vista su Gandino

Il territorio comunale si sviluppa presso la parte terminale dell'altipiano della val Gandino, che deve il proprio nome al paese stesso, a un'altezza di compresa tra i 465 m s.l.m. del fondovalle e i 1636 m del Pizzo Formico.
Il nucleo abitativo del capoluogo è raccolto attorno al centro storico e distribuito in modo uniforme, mentre più a monte sono poste le due frazioni Cirano, nella stretta val d'Agro, e Barzizza, sulle pendici del monte Farno in direzione nord-ovest del territorio
A livello amministrativo, il territorio è delimitato in modo naturale dalle alture che sovrastano il centro abitato: a nord il confine infatti è dato dalla cresta che sale dal Corno Guazza (1297 m s.l.m.) fino al pizzo Formico, continuando per il monte Fogarolo (1529 m s.l.m.), limite naturale con i comuni di Ponte Nossa, Clusone e Cerete; a est è invece lo spartiacque dato dal monte di Sovere (11282 m s.l.m.) e dal monte Grione (1381 m s.l.m.) a fungere da delimitazione con Sovere e la val Borlezza; mentre a Sud-Est il profilo delle sommità dei monti Grione, Sparavera (1369 m s.l.m.) e Pizzetto (1208 m s.l.m.) è il limite orografico con la val Cavallina ed i comuni di Ranzanico ed Endine Gaiano.
A sud la linea di divisione con Peia scende dal monte Pizzetto al fondovalle, fino a raggiungere il corso del fiume Romna, che rappresenta il confine prima con la stessa Peia, poi con Leffe.
I limiti territoriali a ovest invece rimangono nel fondovalle e si incontrano con le competenze municipali di Cazzano Sant'Andrea e Casnigo, per poi portarsi ad un livello di mezza collina e raggiungere la zona della località Ponte del Costone, da cui poi risalgono fino alla sommità del Corno Guazza.

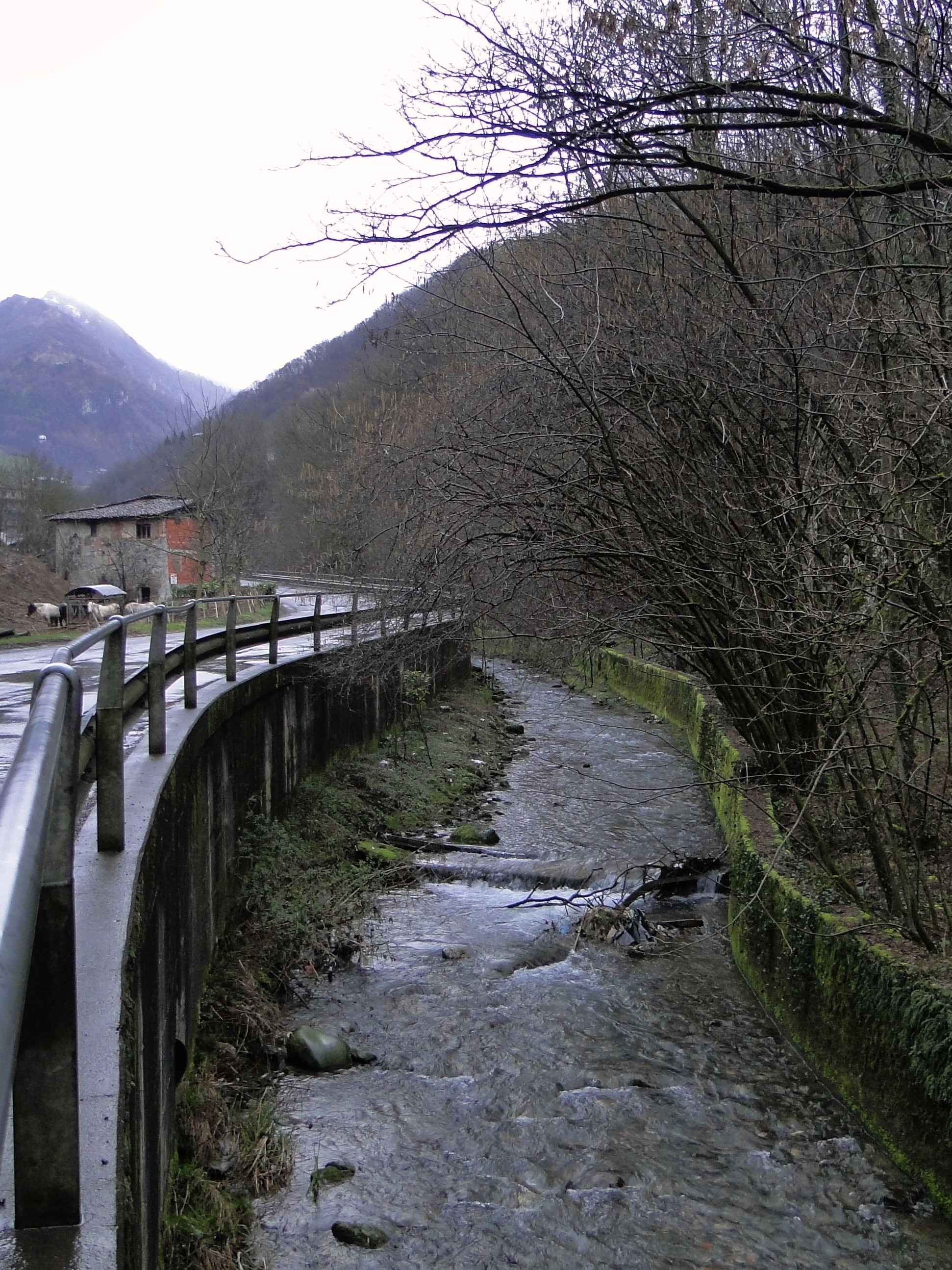
Il torrente Romna poco dopo la zona degli opifici

Ricchissima è l'idrografia. Il principale corso d'acqua è il torrente Romna, che nasce dall'unione di tre corsi d'acqua inferiori che scendono dalle vallate che sovrastano il paese: la val d'Agro (in alcuni documenti indicata col nome di "val d'Andro"), la val Groaro e la valle Piana.
La val d'Agro, compresa tra il monte Guazza ed il monte Corno (1340 m), si sviluppa a monte del centro abitato e termina presso la località Campo d'Avene, ricevendo le acque delle piccole valle Segaboli e valle Cane da destra; la val Groaro, in cui scorre l'omonimo torrente, prende vita sulle pendici del pizzo Formico e ha come tributarie le valli Peregallo, che vi si immette più a monte, e Fada, che si unisce più a valle; la valle Piana nasce invece nella zona del monte di Sovere, (nei pressi del rifugio partigiano Malga Lunga) e nel suo tratto iniziale è stretta in ripido solco scavato tra il monte Corno (a destra) ed i monti Grione, Sparavera e Pizzetto (a sinistra). Riceve numerosi affluenti minori, molti dei quali si gonfiano solo in seguito ad abbondanti piogge, tra cui quelli che solcano la valle dei Fondi, la valle di Boda, la valle Servalli e la valle Costa Bruciata.
Vi è inoltre il torrente Re, che prende vita nella piccola valle Chignolo, da cui poi si sviluppa la valle Torre, e riceve le acque del torrente Togna, che scende dalla zona di Cirano ad ovest della Costa del Gallo, attraversando la zona residenziale al confine con Cazzano. Quest'ultimo corso d'acqua, che fino al termine del XX secolo era utilizzato come scarico dei pozzi neri e per questo chiamato Merdarolo, si getta poi nella Romna a valle di Casnigo, nei pressi del centro sportivo consortile.

## Storia

### Dalla preistoria ai Galli

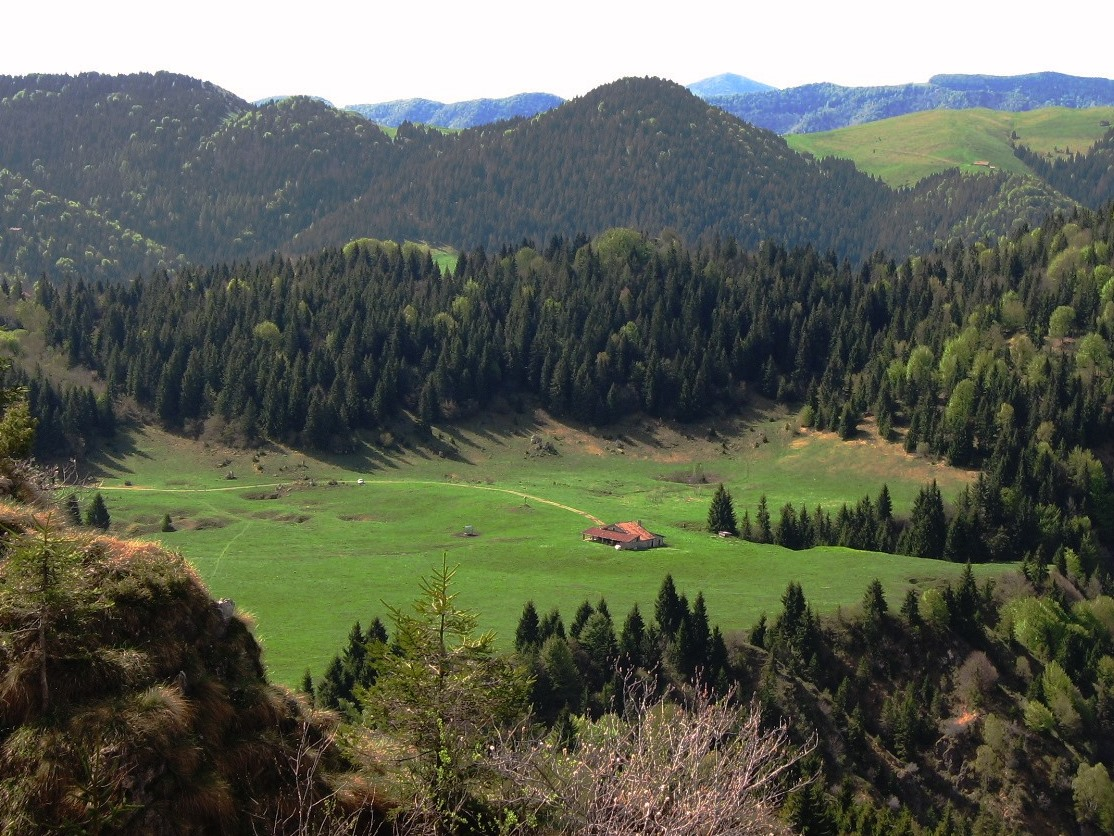
Il campo d'Avene, presso cui sono stati rinvenuti reperti del Paleolitico superiore

I primi insediamenti dell'uomo sul territorio risalgono a epoche assai remote, come testimoniato dai resti rinvenuti durante alcuni scavi archeologici effettuati tra il 1999 e il 2001 sulle montagne che sovrastano il paese.
Queste alture garantivano sicurezza agli uomini primitivi, che nelle grotte e nelle cavità della roccia potevano trovare riparo dai predatori e dalle intemperie.
I reperti più antichi sono alcuni manufatti in selce emersi presso la località "Campo d'Avene", distesa erbosa posta alla testata della "valle d'Agro", riconducibili al Paleolitico superiore, in un periodo compreso tra il XIII e l'XI millennio a.C..
Nella vicina "conca del Farno" sono stati rinvenuti differenti elementi litici riconducibili al paleolitico, presso la "pozza dei morti della Montagnina", ed altri a forma triangolare presso la pozza della Guazza databili al periodo Mesolitico, tra l'XI e il IX millennio a.C..
Al Neolitico (IX-IV millennio a.C.) appartengono invece i cocci in ceramica, le selci e i carboni emersi presso la "pozza dei sette termini", indice di come la zona fosse frequentata da sporadiche presenze di cacciatori, pastori e mandriani nomadi.
È invece durante l'età del ferro, periodo del quale sono giunti a noi due punte di lancia e un elmo, che si verificarono i primi insediamenti stabili, quando nella parte alta del centro abitato si svilupparono piccoli agglomerati, a margine dei quali cominciarono a trovare spazio le prime coltivazioni stanziali. Si trattava di popolazioni di origine ligure, dedite alla pastorizia, tra cui gli Orobi. A essi, a partire dal V secolo a.C., si aggiunsero ed integrarono le popolazioni di ceppo celtico, tra cui i Galli Cenomani. Nonostante si trattasse di presenze sporadiche, che non formarono mai un nucleo abitativo definito, questi ultimi lasciarono segni indelebili della loro presenza, come testimoniato dai numerosi toponimi a essi riconducibili.
In primo luogo il nome stesso del paese deriverebbe dalla chiara matrice celtica Gand-, indicante un territorio ripido, sassoso e franoso (luogo probabilmente identificabile con il ghiaione della località Groaro), e presente in numerosi altri toponimi della provincia di Bergamo quali Gandellino, Gandosso e Ganda. Di origine celtica dovrebbero essere anche i nomi dei torrenti Romna e Rino, e delle frazioni Barzizza (Bargigia nella forma dialettale, riconducibile a Barg- o Berg-, indicante un'altura) e Cirano (in dialetto Scerà e derivato da Scèr-, ossia cerro, genere di albero).
Riguardo alle frequentazioni di questa popolazione, è invece priva di fondamenta la leggenda che indicherebbe la località Coren d'altar come luogo sacro in cui i druidi svolgevano i propri riti.

### Dai Romani al Medioevo

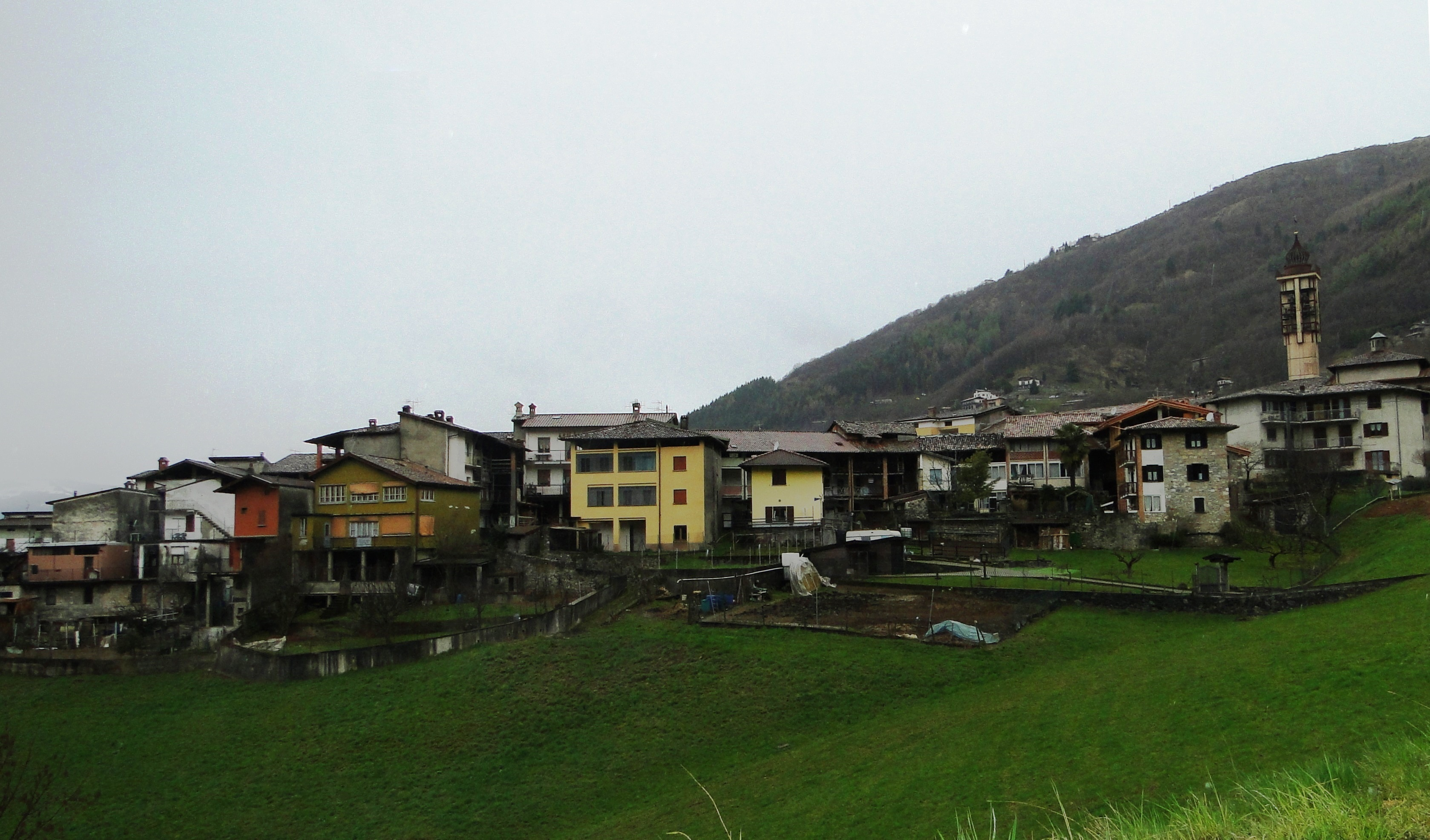
Il borgo di Cirano, di origine celtica

A partire dal I secolo a.C. il territorio fu interessato dalla conquista dei Romani che a livello amministrativo vi istituirono un vicus, a sua volta incluso nel Pagus Saturnius che raggruppava i centri della val di Scalve e della media e alta val Seriana.
Pur rimanendo estranei alle vicende della valle Gandino, i nuovi conquistatori lentamente si integrarono alle popolazioni celtiche. La piccola comunità gandinese, che in quel tempo poteva essere considerata amministrativamente autonoma, era composta da persone legate tra loro da vincoli di sangue e interessi comuni, tra cui lo sfruttamento dei pascoli e la gestione dei boschi.
Al termine della dominazione romana vi fu un periodo di decadenza e abbandono del centro abitato, con la popolazione che sovente era costretta a cercare riparo sulle alture circostanti al fine di difendersi dalle scorrerie perpetrate dalle orde barbariche. La situazione ritornò a stabilizzarsi con l'arrivo dei Longobardi, popolazione che a partire dal VI secolo si radicò notevolmente sul territorio, influenzando a lungo gli usi degli abitanti: si consideri infatti che il diritto longobardo rimase de facto attivo nelle consuetudini della popolazione fino alla sua abolizione, avvenuta soltanto al termine del XV secolo.
Con l'arrivo dei Franchi, avvenuto verso la fine dell'VIII secolo il territorio, formato da agglomerati sparsi, venne sottoposto al sistema feudale, con il paese che inizialmente venne assegnato, al pari di gran parte della valle, ai monaci di Tours. Ed è a questo evento a cui si riferisce il primo documento scritto che attesta l'esistenza del paese: è il 17 agosto 774 quando, in un atto rogato redatto a Pavia, l'imperatore Carlo Magno dona ai suddetti religiosi la Val Camonica cum salto Candino, dove salto starebbe a indicare l'intera valle Gandino.
La prima volta in cui viene fatta menzione del paese è datata invece 1º agosto 830 quando Aucunda, moglie di Gausperto, dona alcuni terreni posti presso Gandino a Grasemundo, vescovo di Bergamo. Quest'ultima autorità, grazie a permute, donazioni e investiture, acquisì pieno potere su tutta la val Seriana, assurgendo in modo ufficiale a ruolo di feudatario nel 1041.
Con il passare degli anni al potere vescovile si affiancò quello di alcune famiglie della zona, che riuscirono a ottenere sempre più spazio, passando dal ruolo di grandi proprietari a quelli di feudatari de facto. È il caso dei Ficieni, originari della città di Bergamo, ai quali sul finire dell'XI secolo il Vescovo concesse in feudo le terre di Gandino, Cirano, Barzizza, Cazzano e Leffe. Altri terreni furono infeudati alle famiglie Adelasi e Castelli, che poterono però vantare privilegi minori rispetto ai Ficieni. Questi ultimi infatti, oltre a poter amministrare la giustizia tramite un gastaldo (un loro uomo di fiducia, dal momento che mantennero il centro dei loro affari nel capoluogo orobico), cominciarono a dotarsi di strumenti di difesa, costruendo la propria residenza in una casatorre con una cinta muraria presso la "Contrada del castello" (la via Castello). Altre fortificazioni sorsero sul territorio, tra cui la "torre Berardi" presso Barzizza e la torre di Cirano, presso l'omonima frazione.

### Il periodo comunale

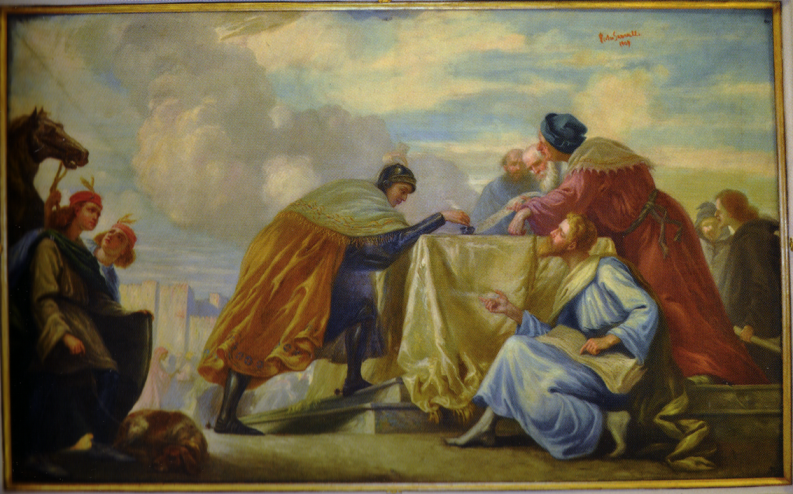
L'atto di emancipazione comunale, firmato da Arpinello Ficieni

Tuttavia tra la popolazione cresceva sempre più il desiderio di emanciparsi dal potere vescovile e feudale, al fine di poter decidere in autonomia la gestione del territorio. Il primo passo in tale direzione è datato 1180, quando il vescovo Guala, formalmente detentore dei diritti, investì il comune, rappresentato da tre consoli, dei diritti riguardanti la caccia. La nascita definitiva dell'istituzione comunale risale invece al 6 luglio 1233, quando Arpinello Ficieni, dopo aver ereditato dal padre il feudo della val Gandino, decise di cedere in perpetuo tutti i suoi diritti feudali al comune di Gandino. Il passaggio di consegne venne firmato tramite un atto pubblico alla presenza dell'Arengo (l'assemblea del popolo) comandato da tre consoli, per la somma di 950 lire imperiali. L'atto detto di Emancipazione, è conservato presso la Sala della Valle. Qualche anno più tardi, nel 1247, seguì anche l'acquisizione delle terre e dei diritti della famiglia Adelasio, per la cifra di 1 010 lire imperiali. 

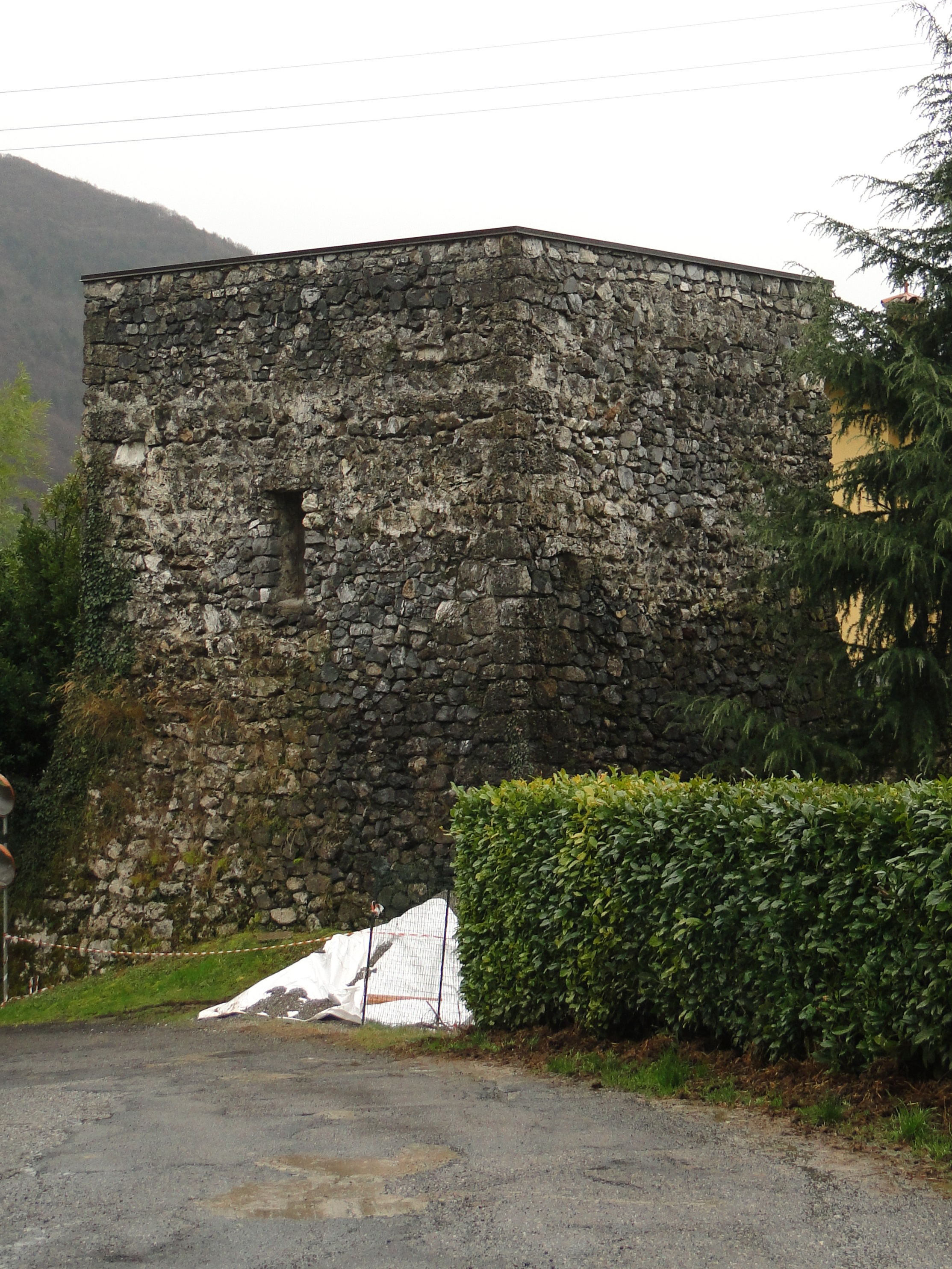
La torre di Cirano

Si trattava di cifre importanti, che il comune riuscì a reperire grazie alla notevole crescita economica che si stava verificando grazie allo sviluppo della produzione della lana. 
Ciò garantì un grande benessere alla popolazione anche per via dell'indotto: numerosi erano difatti i tosatori di pecore, i fabbri e i falegnami per la costruzione di telai, i carrettieri per il trasporto dei materiali, gli operai del follo per la tintura, la striatura, la cimatura e la cardatura di quelli che vennero chiamati pannilana. In breve tempo Gandino raggiunse il vicino paese di Vertova a livello di produzione e di commercio, diventando mercato di riferimento della media valle.
L'istituzione comunale era retta dagli appartenenti alla classe dei proprietari terrieri e alla classe mercantile, che poterono gestire più o meno direttamente i beni comunali, affittando pascoli e facendo pagare dazi.
A livello istituzionale, il potere esecutivo era esercitato da sei consoli, mentre gran parte della gestione del territorio e il controllo dell'operato degli altri organi spettava all'Arengo, che era composto da 84 membri, eletti dal "Consiglio di Credenza". Quest'ultimo, composto da dodici credendari (o credenzieri) e da due consoli con mandato semestrale, aveva il compito di deliberare riguardo al governo della comunità. Con il passare degli anni la sua importanza crebbe sempre più, fino a diventare più importante dell'Arengo stesso.
Dopo aver redatto il primo statuto comunale verso la metà del XIII secolo, Gandino venne inserito nella circoscrizione denominata "Facta di san Lorenzo" con un territorio che non includeva Barzizza ma comprendeva Peia, come indicato negli statuti della città di Bergamo del XIV e XV secolo.
Tuttavia l'età comunale era agli sgoccioli: l'elevato tasso di litigiosità tra compaesani portò la cittadinanza a consegnarsi, nel 1331, al Duca di Lussemburgo e Boemia, un sovrano ritenuto neutrale. La sua assenza dalla vita politica locale però portò i Visconti, signori della città di Milano, a conquistare la città di Bergamo e le relative valli. Il paese di Gandino optò per una totale sottomissione nei confronti dei nuovi dominatori, ricavandone un trattamento di favore che garantì privilegi fiscali e amministrativi. Durante il periodo visconteo l'autorità venne rappresentata da un capitano che, nominato dai Visconti stessi, deteneva il potere amministrativo, giuridico e fiscale e presiedeva il "Consiglio della valle", un organo consultivo in cui erano presenti elementi di tutti i paesi della val Gandino.

### I Visconti e le lotte di fazione

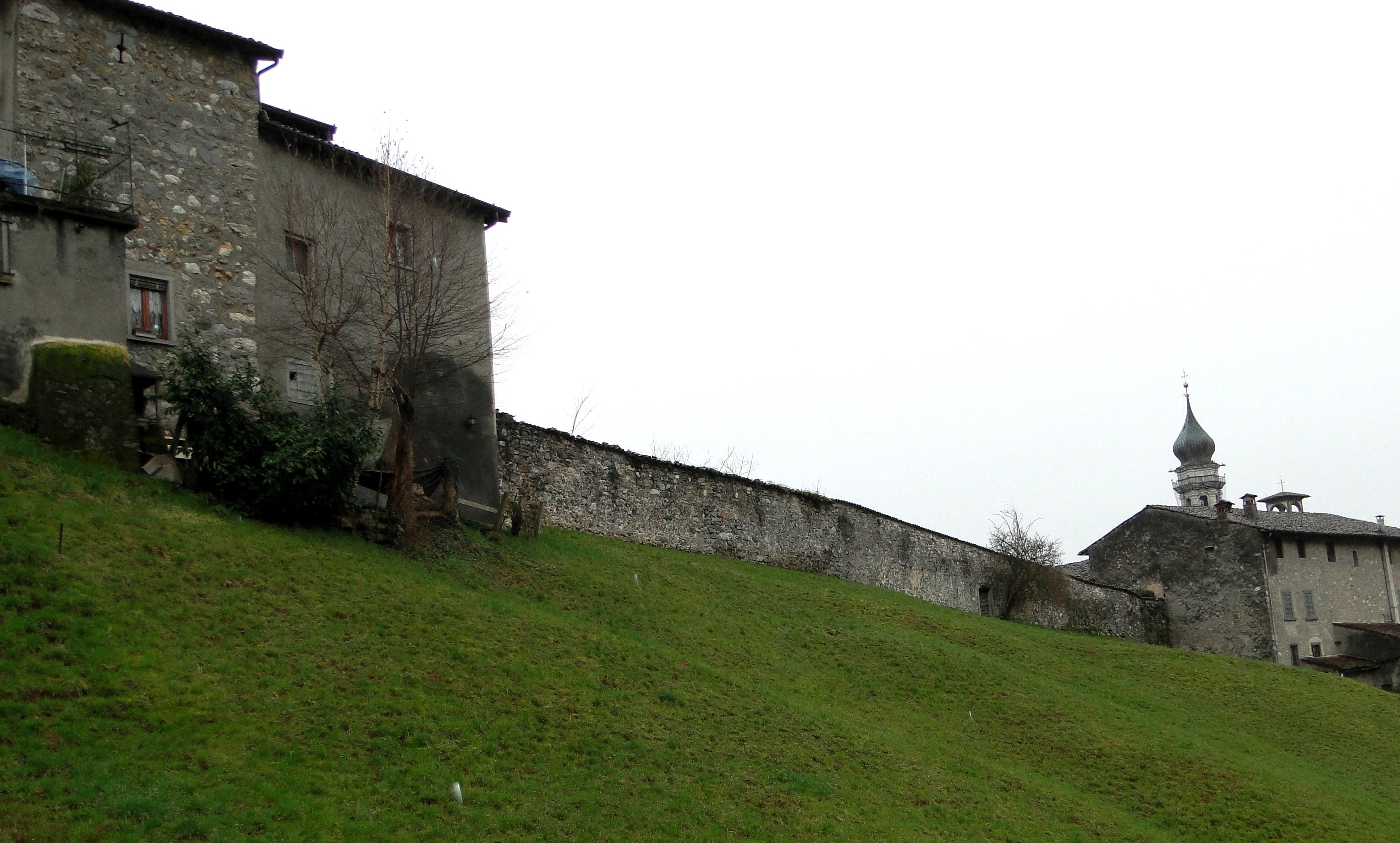
La cinta muraria del borgo storico

Nel frattempo Gandino continuava a crescere sia economicamente, nonostante il forte aumento della pressione fiscale attuato dai Visconti, che come popolazione, tanto che nel 1369 nel paese, suddiviso tra le contrade "Cima Gandino", "Mezzadora", "Fondo Gandino", "Cirano" e "Peia", venne stimato il numero di 1 900 abitanti.
Quegli anni però furono anche caratterizzati da un progressivo sfaldamento dell'equilibrio sociale, che risentì negativamente delle lotte di fazioni tra guelfi e ghibellini. Gandino, appartenente alla fazione ghibellina, in una prima fase non fu interessato in modo diretto dagli scontri, anche grazie al giuramento fatto verso i Visconti dalle principali famiglie del paese che si impegnarono a non commettere violenze sul suolo del comune.
Il paese partecipò tuttavia in modo indiretto alle dispute, sia fornendo appoggi logistici a ghibellini (come l'ospitalità data nel 1378 a 800 combattenti in procinto di recarsi presso il castello di san Lorenzo di Rovetta al fine di dare man forte ai propri compagni di fazione impegnati in una sanguinosa battaglia), che inviando propri abitanti a partecipare a incursioni o rappresaglie perpetrate presso altri paesi vicini. 

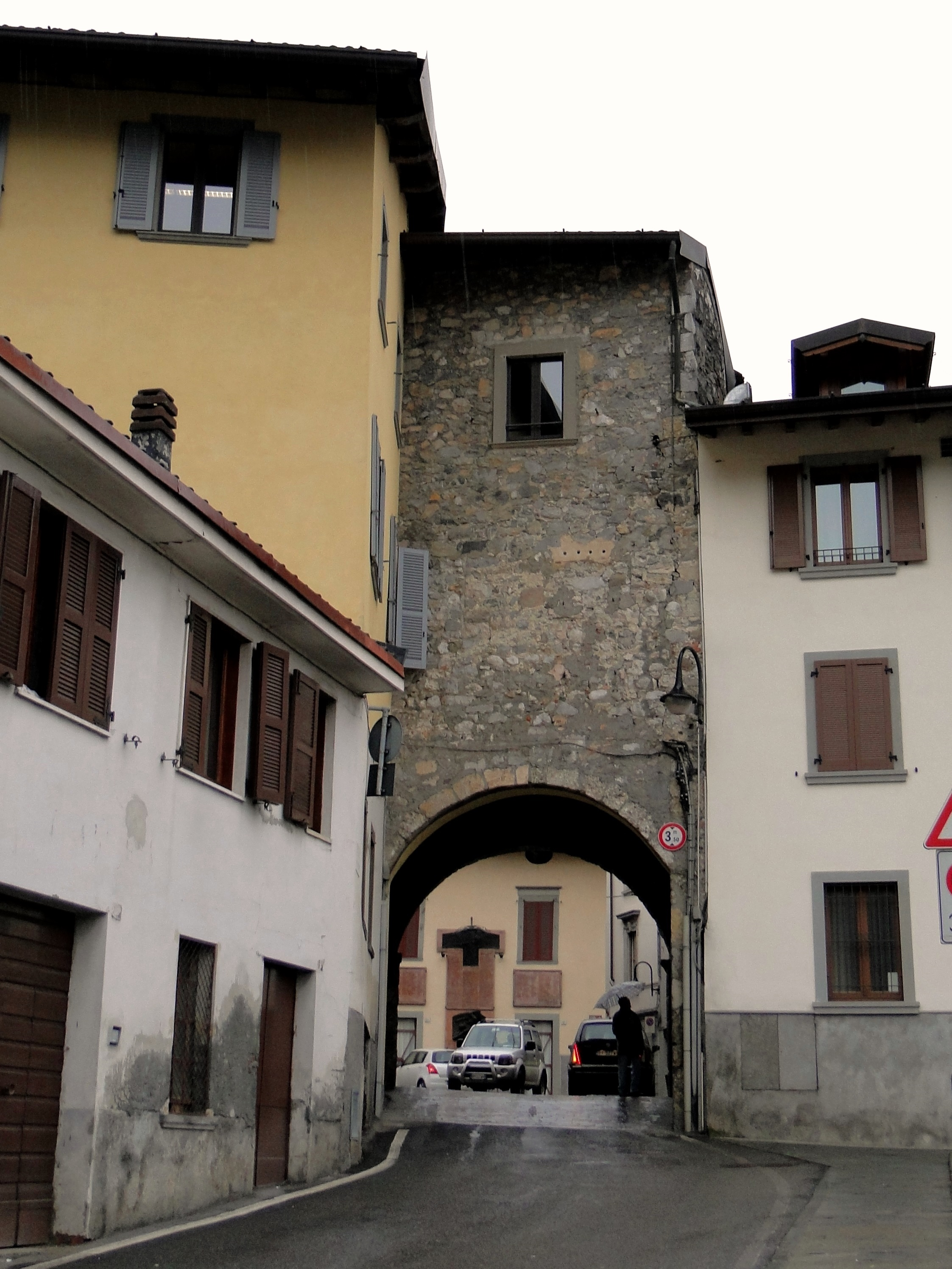
La porta di Piazza, accesso medievale

Conseguentemente, questa condotta provocò ritorsioni. Le cronache di quel tempo riportano che il territorio comunale fu oggetto di incursioni guelfe nel 1380, quando furono bruciati fienili e abitazioni sui monti limitrofi al paese, e nel 1393, quando vi fu una razzia di bestiame, l'uccisione di un mandriano e altri incendi ad abitazioni rurali. Gandino cercò quindi di attrezzarsi per fronteggiare un eventuale attacco, cominciando a radunare una sorta di guardia municipale pronta a entrare in azione.
La tanto temuta rappresaglia guelfa non si scagliò contro Gandino, ma contro Vertova che il 10 giugno 1397 fu rasa al suolo da un attacco devastante. La rovina di Vertova fu la fortuna di Gandino: in primo luogo la diarchia economica dei due paesi fu spezzata a vantaggio di Gandino, con numerosi mercanti vertovesi che si spostarono nel centro rimasto immune dalla furia guelfa, segnando l'inizio di una nuova fase in ambito economico e commerciale.
La comunità sentì quindi l'esigenza di dotarsi di un'adeguata protezione, al fine di preservare la propria integrità territoriale e scongiurare attacchi simili. A partire dal 1397 ebbe inizio la costruzione di una cinta muraria attorno a Gandino e Cirano, edificata grazie al contributo di tutti i cittadini, sia a livello economico (ognuno in base alle proprie ricchezze) che di manodopera. Al termine dei lavori, nel 1415 il paese si ritrovò con una muratura con uno sviluppo pari a due chilometri, circondata da un fossato e dotata da otto porte con altrettante torri.
Questa tuttavia non fu sufficiente a evitare pericoli agli abitanti. Il 17 agosto 1404, in seguito a un attacco dei ghibellini gandinesi (unitamente a quelli di Nembro, Vertova e Almenno) perpetrato ai danni di esponenti guelfi di Albino, vi fu una ritorsione di questi ultimi che riuscirono a eludere i posti di blocco alle porte del paese e uccidere nove gandinesi.
La complicata situazione sociale venne accompagnata da un'altrettanto problematica situazione politica. Dopo la morte di Caterina Visconti, duchessa di Milano, il possesso della bergamasca passò al condottiero Pandolfo Malatesta. Gandino immediatamente formalizzò la propria sottomissione al nuovo signore, inviando anche propri uomini in appoggio alle campagne militari in corso. Durante una di queste, il 26 marzo 1418 il condottiero soggiornò presso Gandino, poco prima di arrendersi a Filippo Maria Visconti. Il nuovo cambio di governo portò i reggenti del paese a giurarvi fedeltà, mossa che garantì a Gandino la conferma dei privilegi formalizzati precedentemente dal Malatesta.

### La Serenissima
Una decina di anni più tardi, in seguito alla Pace di Ferrara, ai Visconti subentrò la Repubblica di Venezia, e anche questa volta il paese si sottomise ai nuovi dominatori, tanto che nelle guerre del 1437 nove gandinesi morirono sotto la bandiera del leone di san Marco. Tuttavia negli anni successivi si verificarono altri ribaltamenti di fronte, con la zona che passò per due volte ai milanesi, per ritornare altrettante volte sotto la Serenissima. Ed ogni volta i reggenti del paese si consegnarono ai vincitori, tanto da vedersi sempre conservati i propri privilegi, utilissimi per i commerci e i traffici dei prodotti lanieri.
La Serenissima inserì Gandino nella "Quadra della val Seriana di Mezzo", ponendolo come capoluogo, dando il via a un periodo di tranquillità in cui l'intera zona riprese a prosperare, garantendo quegli sgravi fiscali concessi già in epoca viscontea, attuando una diminuzione della pressione fiscale e offrendo maggiori autonomie. Nel primo statuto del paese, redatto nel 1445, venivano ribadite le dinamiche inerenti alla gestione del territorio e all'amministrazione del comune. Gandino difatti era inserito in una sorta di confederazione sovra comunale che raggruppava tutti i paesi della Val Gandino. Questa era amministrata da un podestà (detto anche "vicario") che, scelto tra la nobiltà della città di Bergamo, era affiancato dal "consiglio degli anziani". Questo organo, composto da otto membri espressione dei paesi (un rappresentante per ogni paese, tranne il capoluogo Gandino con due), aveva la facoltà di far rispettare i voleri della Serenissima, ma anche deliberare riguardo a spese da sostenere e provvedimenti urgenti da adottare.

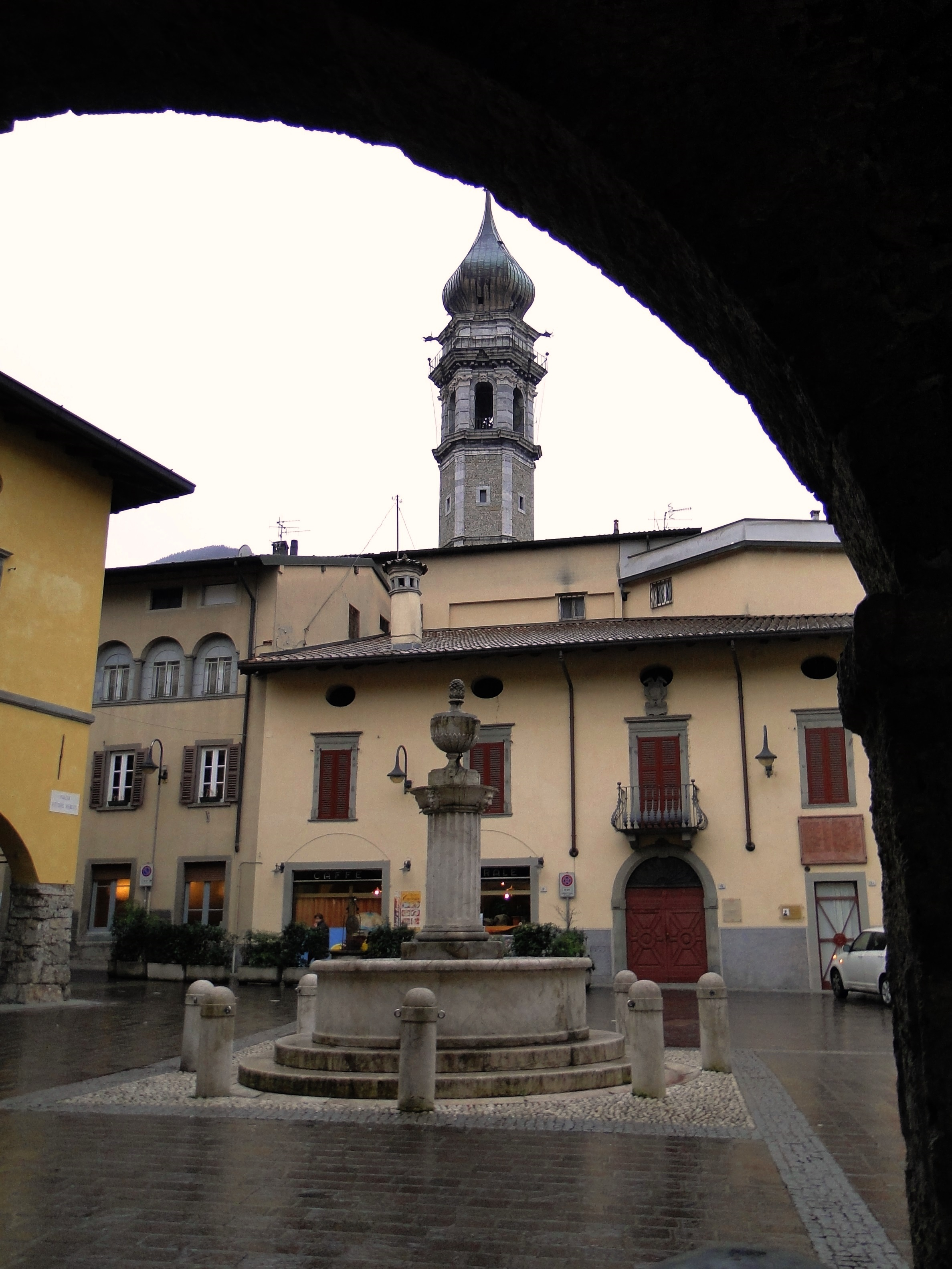
La centrale piazza Vittorio Veneto e il Palazzo del Salone

Una volta stabilizzatasi la situazione politica, Gandino visse il periodo più florido della sua storia. A partire dalla seconda metà del XVI secolo fino alla fine del successivo, il mercato della lana toccò l'apice dello splendore, con numerose famiglie gandinesi che posero le basi dei propri commerci in differenti zone della penisola italiana e dell'Europa. Tra queste i Giovanelli, i Castelli, i Sizzi, i Noris, i Conzadoni, i Caccia, i Rottigni, i Bonduri, i Del Negro, i Peruzzi e i Raffaelli, dei quali si segnalarono succursali a Napoli, Ancona, Foggia, Verona e Trento, ma anche in Tirolo, in Austria ed in Ungheria.
Questo provocò un aumento demografico dato anche dalla forte immigrazione, tanto che nel 1601 i forestieri censiti furono ben 536, pari al 15% dell'intera popolazione.
Nel frattempo la contrada di Peia richiese e ottenne, tra il 1531 e il 1542, l'autonomia amministrativa, strada seguita anche da Cirano che tuttavia non riuscì nell'intento a causa della mancanza di fondi economici e dell'esiguo numero di abitanti (solo 384 nel 1568).
Tuttavia vi furono anche alcuni violenti scossoni alla tranquillità degli abitanti, dati dalle epidemie di peste che ebbero effetti devastanti. La prima, nel 1529 provocò la morte di 1 179 abitanti su 2 938, circa il 40% del totale, mentre la seconda, nota anche per essere stata narrata da Alessandro Manzoni tra il 1629 e il 1630, fu ancora più disastrosa. In quest'ultimo caso gli abitanti cercarono di evitare la diffusione del morbo limitando gli accessi al borgo fortificato e mettendo in quarantena i mercanti di ritorno dai traffici commerciali. Nonostante gli sforzi, la malattia fece la sua comparsa a Gandino nel mese di giugno del 1630, mietendo circa 50 vittime ogni giorno. Al termine dell'epidemia, la popolazione era più che dimezzata, tanto che i sopravvissuti furono circa 1 500, contro i 1 760 morti. Questa situazione vide una notevole riduzione della manodopera specializzata, che fu "importata" da altri paesi, permettendo un rapido rilancio dell'industria della lana, che in breve tempo ritornò su livelli considerevoli. La notevole quantità di denaro che circolava per il paese fece sì che le famiglie più in vista cominciassero a erigere ville e palazzi signorili che potessero dare lustro al casato e al paese.
Se in quegli anni la borghesia era attiva nei commerci, gli stati più bassi della popolazione erano spesso impegnati nell'allevamento e nell'agricoltura, attività che ricoprivano sempre un ruolo importante nell'economia locale. Anche in questi ambiti Gandino riuscì a innovare, tanto da essere il primo paese della Lombardia a inserire la coltivazione di granoturco, come testimoniato da documenti del 1632. Il melgotto, così chiamato in dialetto locale, venne importato da mercanti e fu coltivato presso la località "Clusven", posta alle pendici del monte Corno.
A partire dalla metà del XVIII secolo il commercio della lana subì un forte declino. Ciò fu causato da una forte perdita di competitività data da molteplici fattori: in primo luogo il livello medio-basso dei pannilana prodotti in val Gandino, che risentì quindi della concorrenza estera; la politica asburgica che inserì misure protezionistiche per favorire i prodotti austriaci; la scarsa innovazione dei prodotti gandinesi, non attenti quindi alle nuove tendenze del mercato. Le più facoltose famiglie del paese, su tutti i Giovanelli, i Peruzzi e i Raffaelli, emigrarono nei domini asburgici, dove abbandonarono i commerci, investendo i propri beni in possedimenti terrieri e nell'acquisizione di cariche nobiliari.
La crisi fu ulteriormente acutizzata da dazi che la Repubblica di Venezia impose sui pannilana, provocando una vera e propria agonia del commercio gandinese, tanto che nel 1775 i poveri nel paese vennero stimati nel numero di 1 796, pari al 64% dell'intera popolazione.
Per porre rimedio a questa situazione, nel 1785 la Serenissima decise di togliere i dazi sui pannilana: gli effetti furono immediati, dal momento che la produzione ebbe un incremento pari al 72%, con le esportazioni che ebbero come mete principali le città del Ducato di Savoia, della Romagna, Parma e Milano.

### Dai francesi agli austriaci

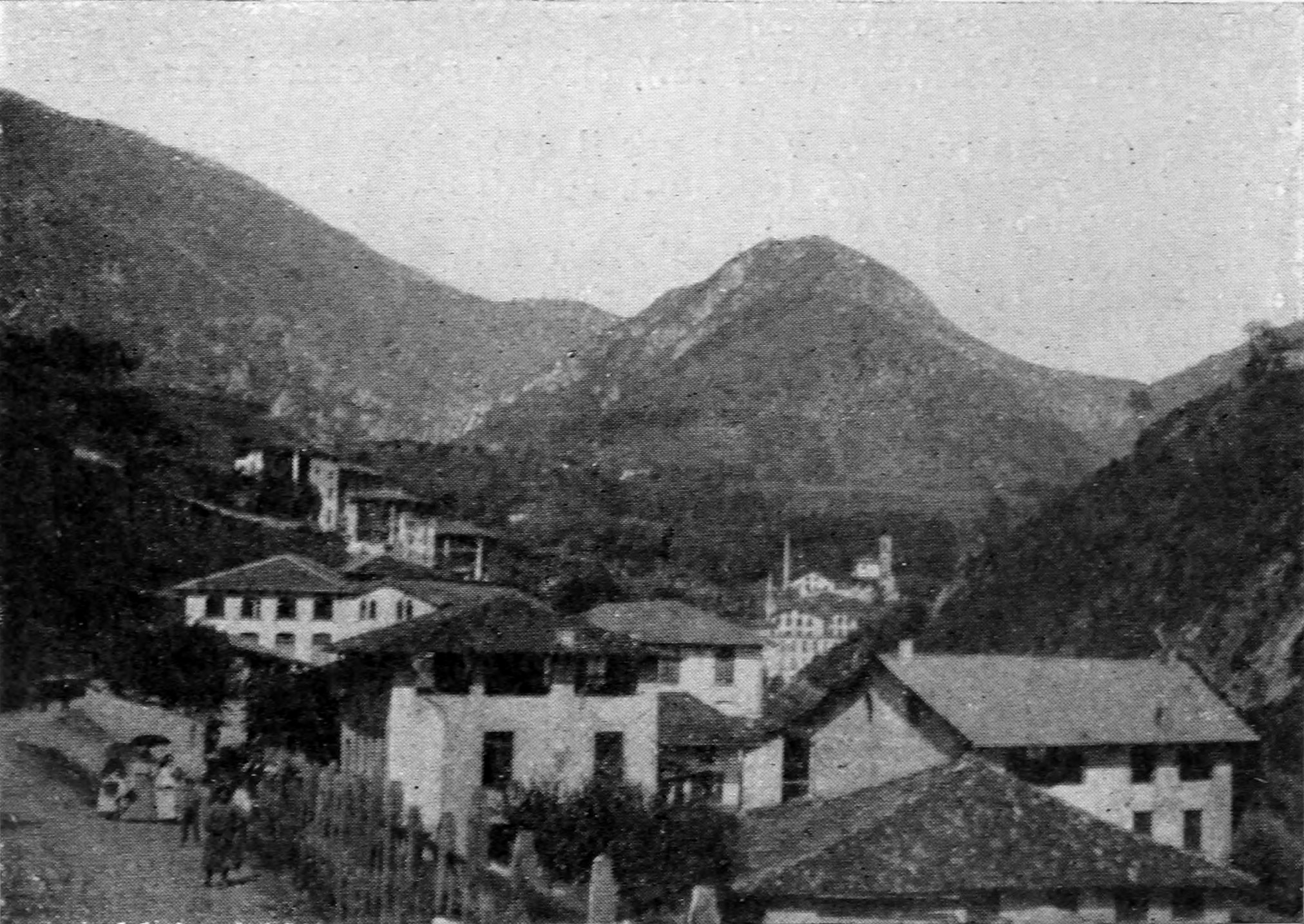
Immagine di Via agli Opifici negli ultimi anni del 1800

Ma il potere della Repubblica di Venezia era ormai agli sgoccioli, tanto che nel 1797, in seguito al trattato di Campoformio, venne sostituita dalla napoleonica Repubblica Cispadana. Gandino fino all'ultimo si schierò con i veneti, inviando anche un manipolo di uomini per impedire l'arrivo delle truppe francesi, senza tuttavia sortire l'effetto sperato. Questa sommossa irritò i nuovi conquistatori, che comminarono una multa di 100 000 lire ai paesi della valle Seriana, un terzo della quale fu pagata dal comune di Gandino.
Il cambio di dominazione comportò anche una revisione dei confini, che nel 1809 portò Gandino a aggregare i borghi di Barzizza, Leffe, Cazzano e Peia, che tuttavia mantennero bilancio e contabilità separate.
Nonostante le iniziali titubanze degli abitanti, i reggenti della repubblica napoleonica favorirono notevolmente un ulteriore sviluppo dell'industria della lana nel paese, commissionando ingenti quantità di materiale utilizzato per il mantenimento dell'armata francese, che contava quasi mezzo milione di soldati. Conseguentemente nel 1802 la produzione annua salì a 92 000 metri di pannilana, salendo rapidamente a 130-140000 metri annui nel 1806. Questo anche grazie alla scelta degli imprenditori del paese di consorziarsi tra loro, al fine di poter acquisire commesse sempre più grandi, delegando poi il lavoro per conto terzi a piccoli artigiani. Nacquero e si svilupparono numerose ditte, le principali delle quali erano la Gelmi-Bosio, Caccia, Carrara, Gregori, Bellinzona e Fiori-Testa, che arrivarono a occupare i 4/5 dell'intera popolazione, con l'aggiunta di oltre mille lavoratori stagionali.
Soltanto pochi anni più tardi però la situazione cambiò radicalmente, in seguito a un ulteriore cambio di dominazione, che vide la zona passare, nel 1816, dalla Repubblica Cisalpina all'austriaco Regno Lombardo-Veneto. Di questo passaggio risentì negativamente la borghesia locale che, avendo in atto importanti commesse con i francesi, si ritrovò a avere numerosi crediti non riscossi e ingenti quantitativi di merci non ritirati, situazione che portò al fallimento di numerose aziende, tra cui la Gelmi-Bosio, la più importante dell'epoca.
Inoltre vennero ridiscussi i limiti amministrativi delle entità della valle, che ritornarono alla situazione esistente al termine della Repubblica veneta. Quindi riacquisirono la propria autonomia i borghi di Leffe, Cazzano, Peia e Barzizza, con Gandino che vide le proprie competenze territoriali limitate al proprio censuario con l'aggiunta del borgo di Cirano.
In ogni caso la dominazione austriaca non riuscì mai a ingraziarsi la popolazione, tanto che i gandinesi furono attenti e partecipi alle iniziative del risorgimento, volte alla creazione di uno stato unitario italiano. Nel 1859 infatti vi furono numerose collette, destinate a finanziare le spedizioni di Giuseppe Garibaldi alle quali, in differenti occasioni, parteciparono come volontari undici abitanti. Inoltre le camicie utilizzate dal comandante nella Spedizione dei Mille, furono tinte in rosso scarlatto proprio a Gandino da artigiani locali, evento ricordato anche in occasione del 150º anniversario dell'Unità d'Italia.
Difatti in paese, oltre agli storici opifici, sorsero numerose attività a essi legate, come tintorie, setifici e filande. Queste ultime portarono innovazione sia in ambito sociale, assumendo manodopera prevalentemente femminile, che in ambito tecnologico, installando macchinari all'avanguardia, in controtendenza rispetto alle abitudini degli industriali locali.

### Dall'Unità d'Italia fino ai giorni nostri

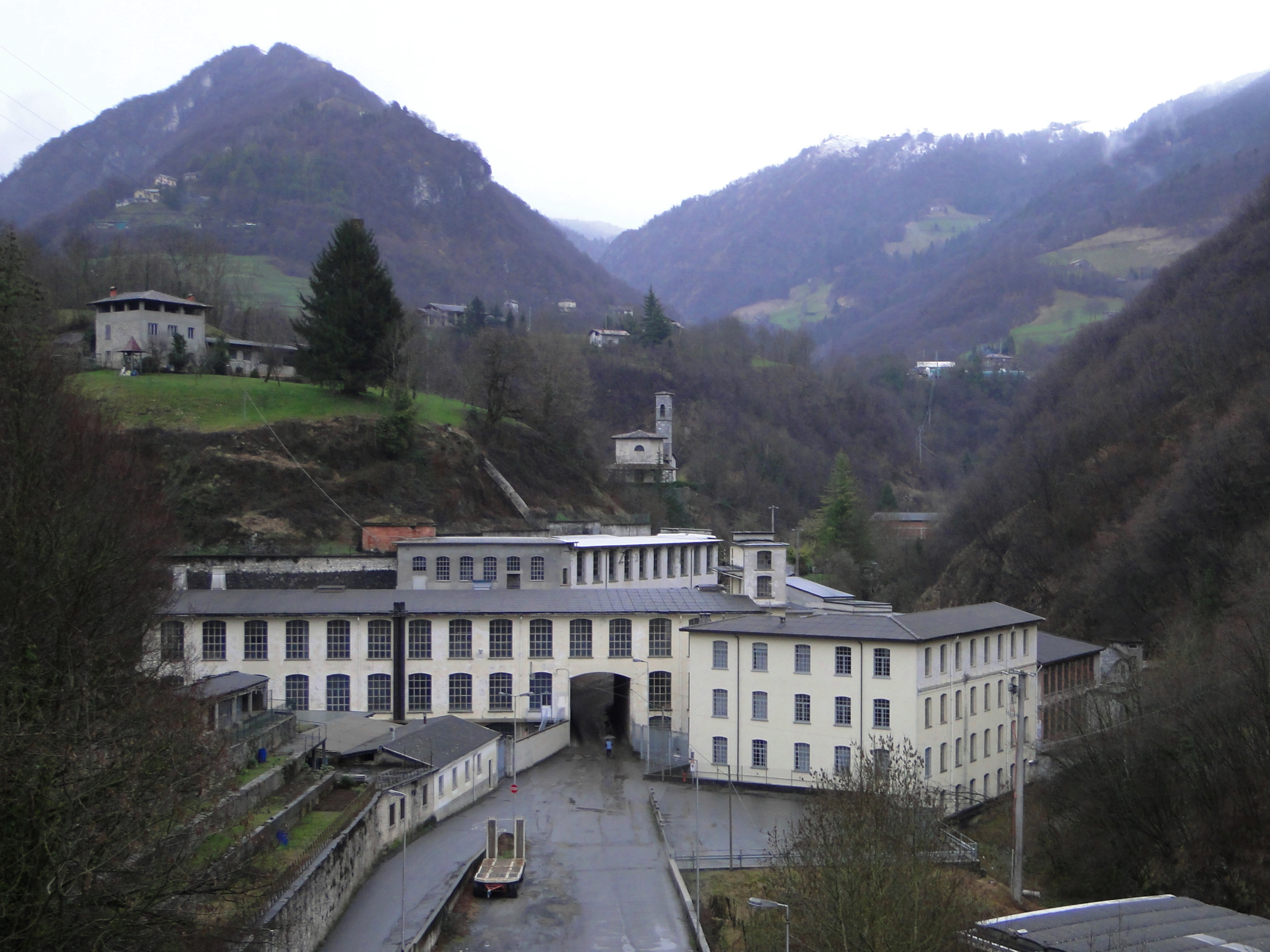
Il lanificio Radici

In seguito all'unità d'Italia si ebbe un elevato incremento della produzione industriale, situazione che vide il proprio apice tra il termine del XIX secolo e l'inizio del XX. Alcune industrie si svilupparono notevolmente, tra cui quelle gestite dalle famiglie Radici e Testa, tra i primi a utilizzare l'energia elettrica ricavata dal corso del torrente Romna.
In ambito amministrativo, nel 1927 il regime fascista, perseguendo una politica volta a accorpare i centri più piccoli in favore di quelli con dimensioni maggiori, aggregò il comune di Barzizza a Gandino, che assunse quindi il nuovo aspetto amministrativo.
Durante la seconda guerra mondiale, nel periodo dell'occupazione tedesca e della Repubblica Sociale Italiana, trovarono rifugio a Gandino diverse famiglie di profughi ebrei stranieri (una sessantina circa) giunte in zona, in regime di domicilio coatto, già nel periodo precedente all'8 settembre 1943. Le persone coinvolte nel soccorso furono molteplici, talora agendo in modo concatenato, l'una sostituendosi alla precedente. Nonostante la zona fosse soggetta a continui rastrellamenti, la rete di protezione si dimostrò efficace a impedire la deportazione. Come ringraziamento del generoso trattamento ricevuto, il 25 aprile 1948 un gruppo di ebrei ricoverati a Gandino durante la guerra presentò al Comune una pergamena. Molti di essi mantennero fraterni contatti con gli abitanti di Gandino. Il 9 agosto 2004, l'Istituto Yad Vashem di Gerusalemme ha conferito l'alta onorificenza di giusti tra le nazioni a Vincenzo Rudelli, Giovanni Servalli e ai coniugi Francesco Lorenzo e Maria Chiara Nodari e Bortolo e Battistina Ongaro..
Contestualmente, dopo la caduta del regime, nella val Gandino nacquero numerosi nuclei di persone che cercarono di contrastare i soprusi dei nazi-fascisti ancora imperanti nella zona. Tra questi gruppi di partigiani, che agirono a lungo sui monti limitrofi, ottimi luoghi sia di rifugio che di avvistamento sulle valli Camonica, Seriana, Borlezza e Cavallina, si segnalò la banda comandata da Giovanni Brasi e Giorgio Paglia, che pose il proprio quartier generale presso la Malga Lunga, posta sul confine tra Gandino e Sovere, poco più a monte della località di Valpiana. Le iniziali scaramucce si trasformarono in veri e propri combattimenti, che videro soccombere proprio i partigiani, catturati e condotti alla fucilazione presso Lovere. Quegli eventi sono ricordati proprio presso la Malga Lunga, presso la quale è stato istituito un museo sulla resistenza.
Dopo il passaggio dalla monarchia alla repubblica, avvenuto nel 1946 con un referendum, che a Gandino vide la vittoria di misura dei repubblicani (1.422 contro 1.309), nella seconda parte del XX secolo nel paese le realtà legate all'industria tessile subirono una flessione, venendo affiancate e sostituite da attività operanti nei settori meccanico e meccano-tessile, ambito nel quale ebbe uno sviluppo internazionale il gruppo Radici, di proprietà dell'omonima famiglia. Il rallentamento dell'industria laniera provocò il passaggio della leadership industriale della val Gandino al vicino comune di Leffe. A Gandino è presente un importante Museo storico di artigianato tessile regionale.
Altro settore che vide una notevole espansione fu il turismo: nel 1951 fu inaugurata la seggiovia che permetteva di raggiungere il monte Farno, con una corsa di 2.300 metri, che la rendevano la più lunga della Lombardia. Questa fu dismessa nel 1976 in seguito all'apertura della strada carrabile che diede un ulteriore impulso alla frequentazione della zona in questione.

### Simboli

Stemma di Gandino

Lo stemma del comune di Gandino è stato riconosciuto con decreto del capo del governo del 14 dicembre 1932. È uno degli stemmi più antichi della provincia di Bergamo, attestato già dal 1397 e presente su numerosi documenti e stemmari del XVI e XVII secolo.
Il gonfalone, concesso con decreto del capo del Governo dell'11 luglio 1933, è un drappo troncato di rosso e di giallo.

## Monumenti e luoghi d'interesse

### Basilica di Santa Maria Assunta

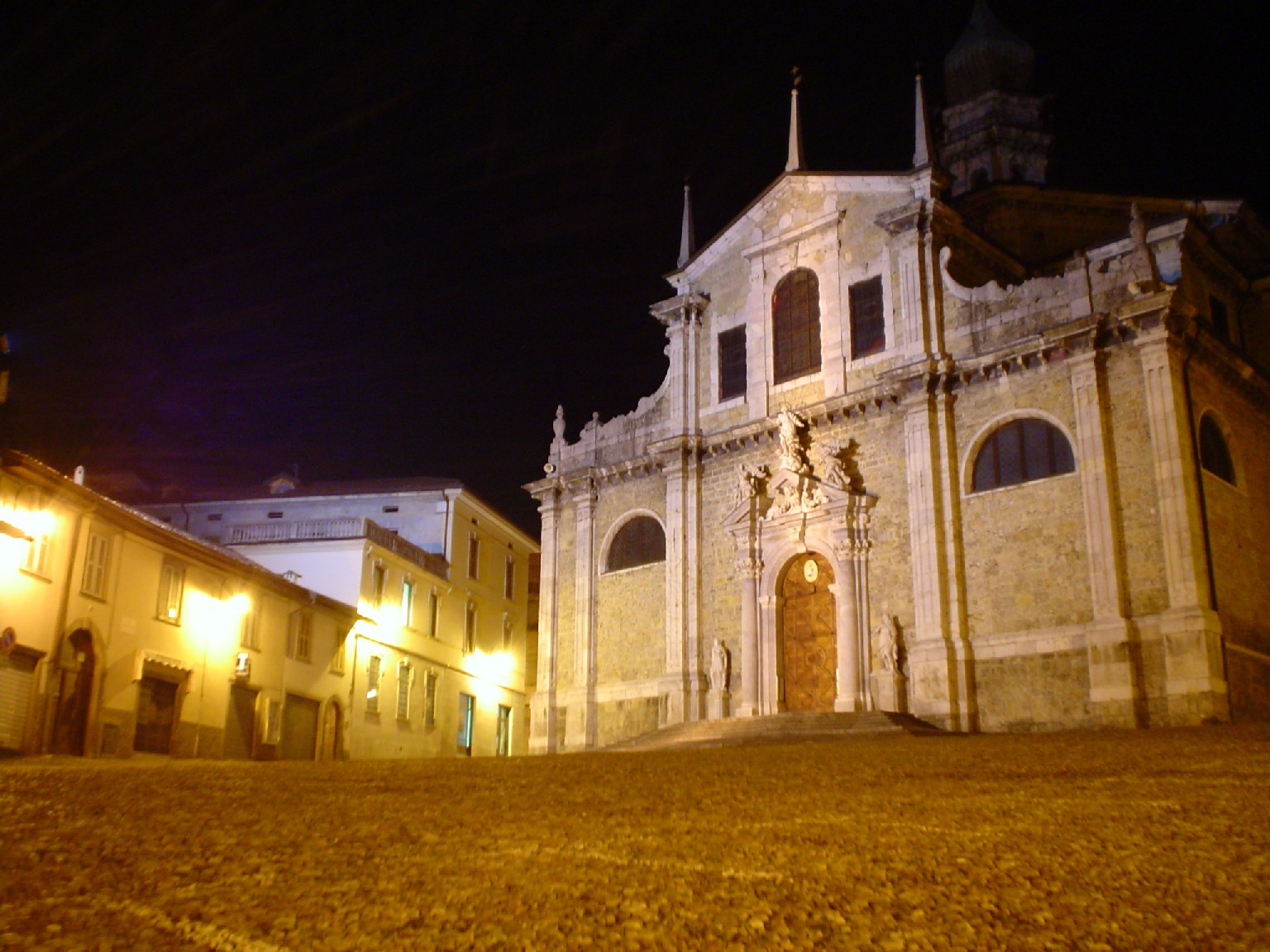
La basilica di Santa Maria Assunta

La principale struttura presente nel comune è indubbiamente la chiesa prepositurale, assurta a ruolo di basilica, dedicata a santa Maria Assunta. Posta nel cuore del vecchio centro storico, da sempre ha ricoperto grande importanza per i propri abitanti, come testimoniato dalle numerose elargizione che, fin dall'epoca medievale, le hanno permesso di dotarsi di importanti opere d'arte. Risalente al 1180, subì numerose trasformazioni, l'ultima delle quali eseguita dal gandinese Paolo Micheli alla fine del XVII secolo, dopo la quale è rimaste tale fino ai nostri giorni. Costituita da una sala interna a tre navate, presenta la copertura con una successione di spioventi posti a differenti altezze (detta facciata a saliente), composta in pietra locale con intensità calda che fanno risaltare lesene e cornicioni di tonalità chiara. Sempre sulla facciata si trovano i portali, realizzati dai veneziani Domenico Rossi e Antonio Cavalleri, nonché statue di figure zoomorfe eseguite in pietra di Rovigno da Paolo Callolo e Paolo Groppelli. Sulla struttura svetta la torre campanaria alta 74 metri con cupola a cipolla, di derivazione mitteleuropea, dotata di una cuspide in rame alta 13 metri, ed eseguita dal bolzanino Francesco Shgraffer e dal trentino Paolo Sterzl. Il campanile possiede inoltre un concerto di 10 campane datate dal 1786 al 1822 tranne la seconda campana più piccola (do#4) fusa nel 1706. All'interno sono custodite numerose opere di indubbio valore. Il campanile con i suoi 74 metri è il più alto della Val Seriana
Attiguo alla basilica, si trova il museo che raccoglie numerose opere d'arte e oggetti sacri, legati alla storia del principale edificio religioso del paese. Inaugurato nel 1929, ristrutturato e ampliato nel 1963, è suddiviso in tre sezioni, l'archeologia tessile, sezione quest'ultima, che permette di comprendere al meglio la storia dell'economia gandinese, da sempre basata sull'industria tessile, che ha permesso al paese di arricchirsi e di prosperare per secoli.

### Altri edifici religiosi

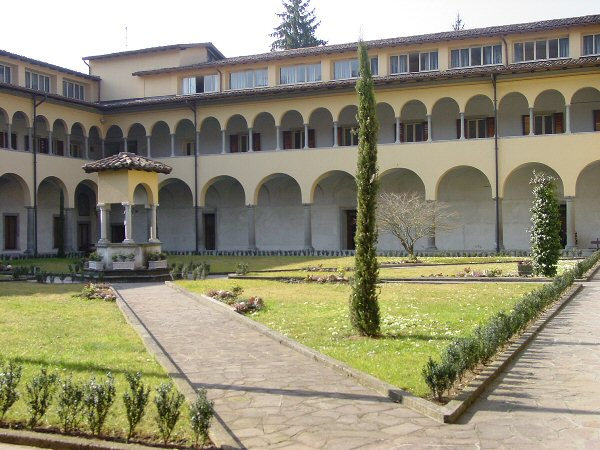
Il chiostro del Convento delle Suore Orsoline

- Chiesa di San Carlo e San Mauro, posta nell'omonima via ed edificata tra il 1610 e il 1638 con annesso monastero femminile, inizialmente soggetto alla regola di san Benedetto. Soppresso nel 1810 dalle normative napoleoniche, fu ricostituito nel 1818 quando vi fecero ritorno altre religiose, questa volta aderenti all'ordine delle Suore orsoline di Maria Vergine Immacolata, che vi risiedono. Al piano terreno vi è un chiostro con un loggiato con colonne in stile dorico, mentre al primo piano gli stessi elementi portanti sono replicati con misure dimezzate.
- Chiesa del Sacro Cuore, posta in via San Giovanni e adibita ad abitazione del curato;
- Chiesa di San Giuseppe Sposo di Maria Vergine, edificata nella prima parte del XVI secolo dall'omonima confraternita che vi è presente;
- Chiesa di San Pietro Martire, sita nella contrada di "Cima Gandino", con struttura primitiva risalente al termine del XVII secolo e completata un secolo più tardi;
- Chiesa di San Rocco, posta in località Biffone su uno sperone di roccia a strapiombo sul torrente Romna, edificata nel periodo immediatamente successivo alla peste del 1630, in luogo di una piccola tribulina costruita in seguito all'epidemia di tifo petecchiale degli anni 1528 e 1529.
- Chiesa di Santa Croce e Sant'Alessandro, quattrocentesca, dov'è presente la confraternita della Madonna del Carmine;
- Chiesa di Santa Maria Nascente (detta anche del Suffragio, per via della congregazione in essa presente), secentesca;
- Chiesa di Santa Maria degli Angeli, in località "Valpiana", a un'altezza di circa 1000 m s.l.m.
- Chiesa della Beata Vergine Addolorata, inizialmente dedicata a sant'Antonio e inaugurata nel 1924, presso il monte Farno.
- Chiesa parrocchiale di San Lorenzo, nella frazione di Barzizza, il cui primo nucleo risale al XV secolo, ma ricostruita nel secolo successivo e modificata nel 1880;
- Chiesa di San Giacomo Apostolo, cinquecentesca, nell'altro nucleo di Cirano.
- Chiesa dei Santi Gottardo e Bartolomeo, nel nucleo di Cirano,
- Ex monastero francescano di Santa Maria delle Grazie, costruito nel XV secolo e soppresso con l'avvento della Repubblica Cisalpina.

### Architetture civili

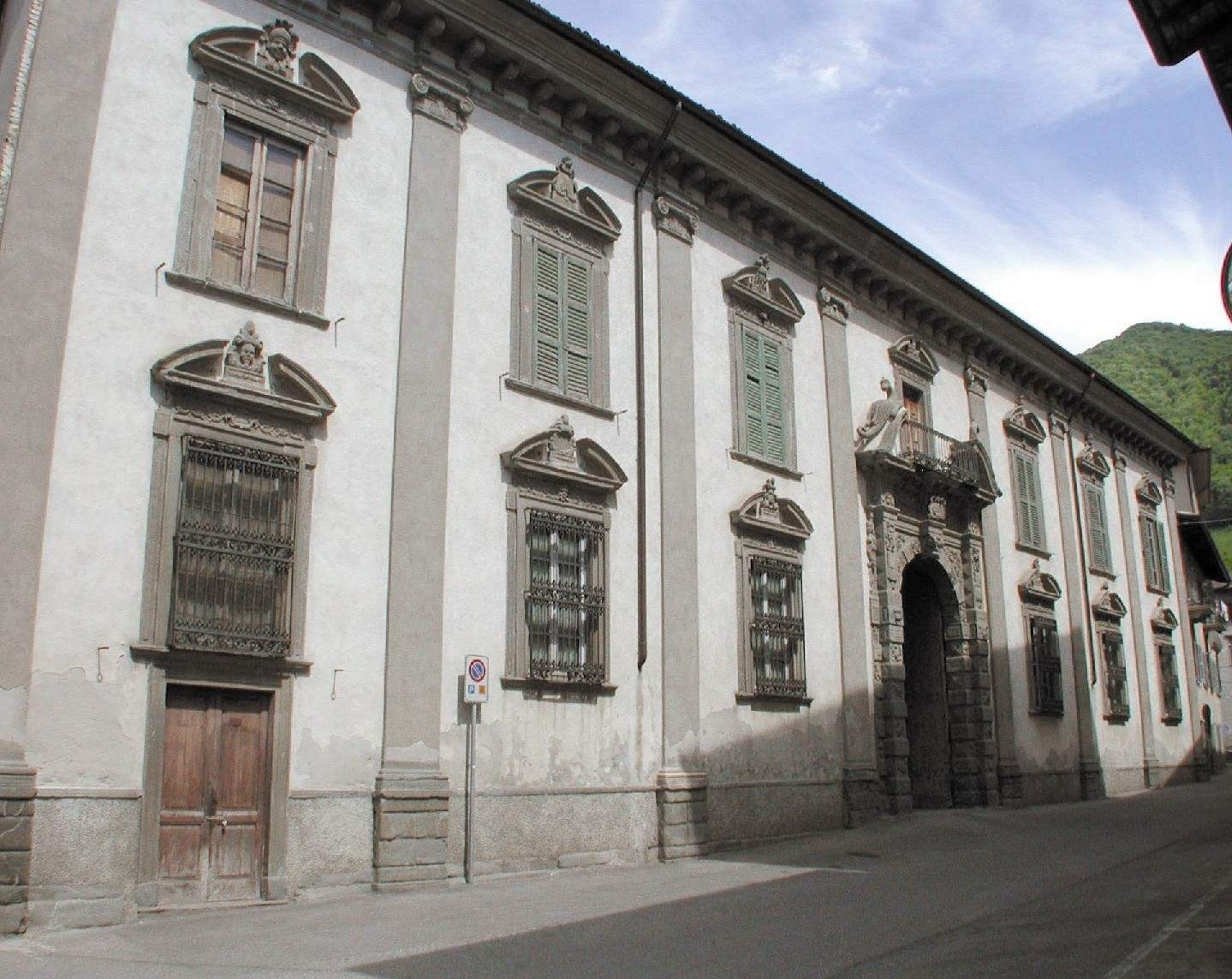
L'esterno del palazzo Giovanelli

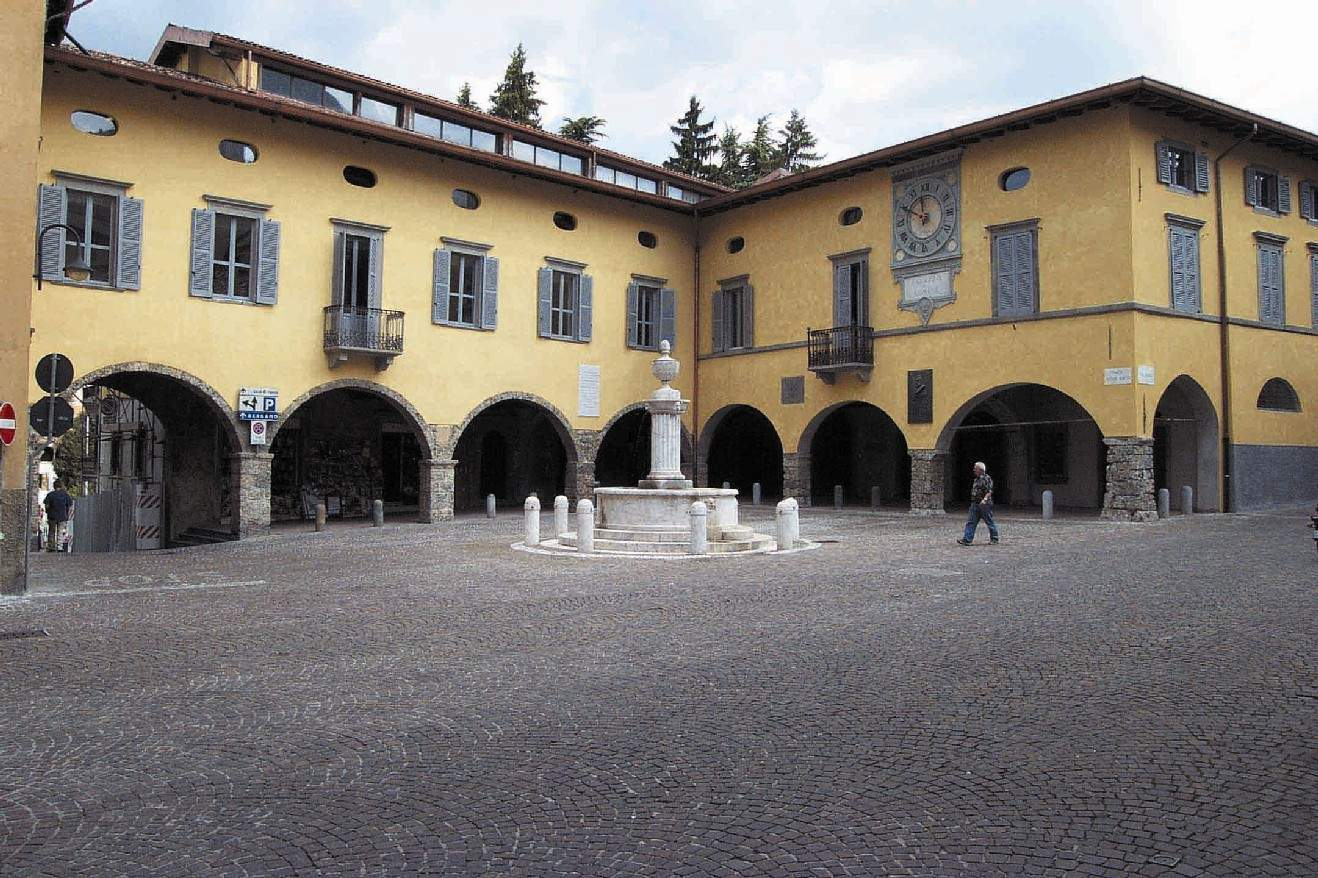
Il Palazzo del Vicario, sede delle autorità in epoca veneta

In ambito civile, il borgo storico è un importante indicatore di come il paese abbia goduto di grande prosperità nel corso dei secoli. Numerosi sono infatti i palazzi signorili, appartenuti alle principali famiglie operanti nel settore laniero, che sorsero dopo l'epoca medievale:
- Palazzo del Vicario, quattrocentesco, sede municipale, che presenta un orologio e una struttura porticata che si apre su piazza Vittorio Veneto, al centro della quale si trova una fontana.
- Palazzo del Salone della Valle, cinquecentesco, anch'esso di proprietà comunale, sito sul lato opposto della medesima piazza, dotato esternamente di una facciata simmetrica ed internamente di affreschi ed arredamenti di valore storico e artistico. I suoi saloni sono utilizzati come sala consiliare, sede della Pro loco e archivio, nel quale sono custoditi anche documenti risalenti all'epoca comunale.
- Palazzo Giovanelli, appartenne a una delle famiglie più in vista di Gandino all'epoca della dominazione veneta, casato che vantava contatti economici e d'amicizia con la Corte d'Austria e con la Serenissima tanto da diventare Patrizi di Venezia e Conti di Morengo (1668) e Conti del Sacro Romano Impero (1678) oltre che Signori di altri paesi (dall'Ottocento sono anche Principi). Costruito in differenti riprese tra il XV secolo e il 1668, presenta una struttura a L a due piani: sul lato che dà verso la strada spicca l'imponente facciata con il portale d'ingresso sormontato da un balcone ed adornato bassorilievi in pietra di Sarnico che contornano anche le numerose finestre presenti. L'altro corpo dell'edificio, rivolto a ovest, possiede all'interno un porticato con giardino, con un loggiato al primo piano. Nonostante la valenza storica ed artistica, l'edificio versa in condizioni precarie.
- I palazzi Spampatti e Loverini;
- I resti delle fortificazioni medievali, composti da tratti di muratura e torri utilizzate come roccaforti difensive. A tal riguardo interessanti sono la "porta di piazza", antico accesso al borgo storico, e le altre due porte in via Lacca, dove sono presenti i resti di una torre;
- Torre del Portone Fosco, risalente al XIV secolo e costituita da pietre squadrate disposte in modo regolare per tutta la sua altezza, pari a quattro piani.
- Torre Gandino, in località "Cima Gandino", che, risalente al XIV secolo, presenta una copertura che alterna parti in intonaco ad altre in pietra e laterizio;
- Torre Alli Moj, trecentesca, posta nell'omonima località della frazione di Cirano, la cui struttura ha risentito negativamente di un prolungato stato di abbandono;
- Torre di Cirano", situata poco distante, quattrocentesca, presenta una possente muratura in blocchi di pietra, con numerosi rimaneggiamenti strutturali operati in modo approssimativo nei secoli successivi.

### Percorsi naturalistici

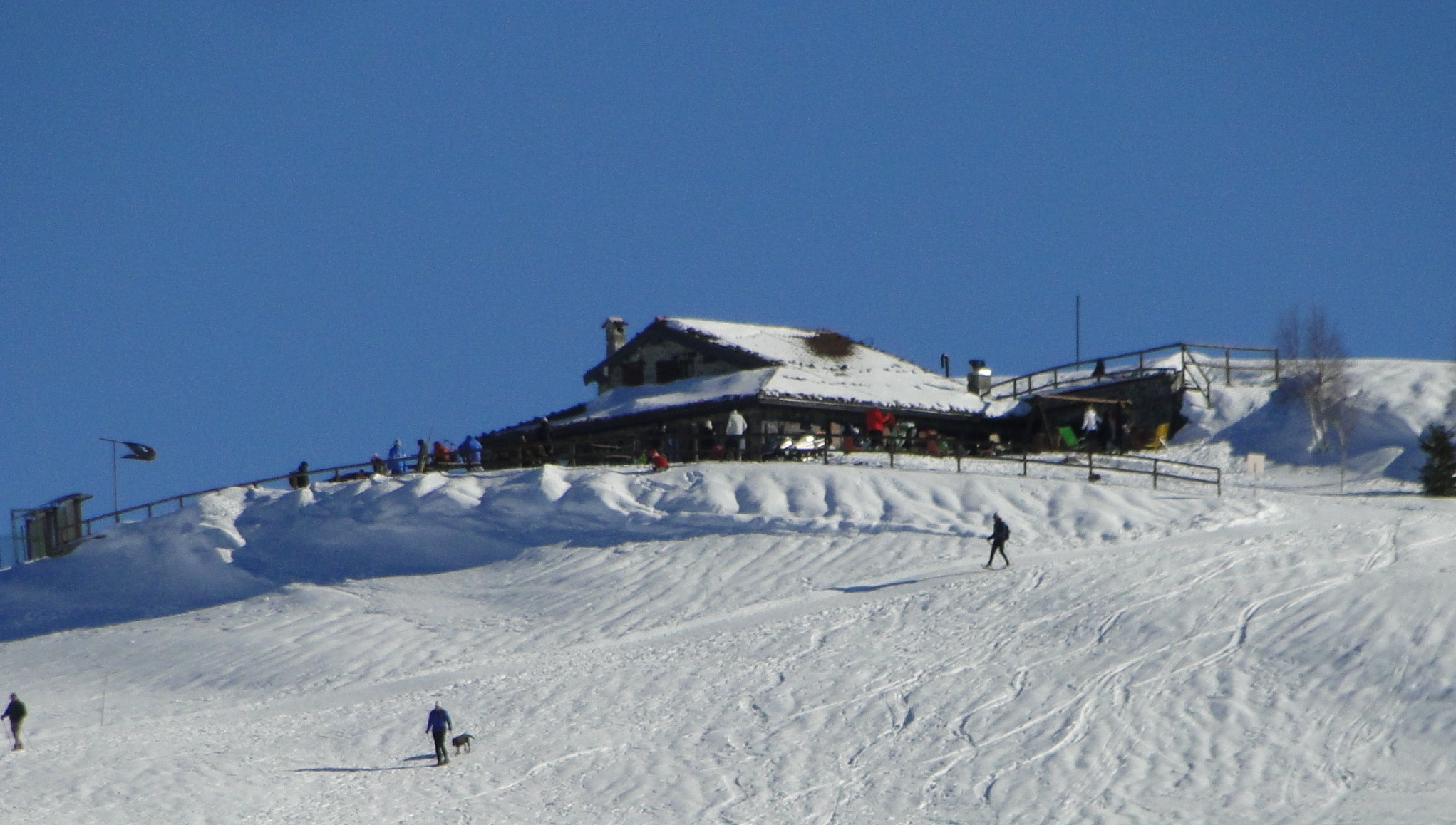
Il rifugio Parafulmine

Il territorio comunale di Gandino offre innumerevoli possibilità per chiunque volesse passare un po' di tempo nella natura. I monti che sovrastano l'abitato, che fungono da spartiacque con le vicine valli Borlezza e Cavallina, garantiscono infatti itinerari adatti alle più svariate esigenze: si va dalla semplice passeggiata adatta a bambini e meno giovani, alle tracce utilizzate per trekking e mountain bike, fino alla pratica di parapendio (la cui scuola è posta sulle pendici del monte Farno) e, nel periodo invernale, anche sci da fondo, disciplina per la quale esiste un percorso attrezzato nella conca del Farno.
Come punto di appoggio per traversate o come punto di arrivo e di partenza per gli itinerari escursionistici, sono presenti ben tre rifugi: il rifugio Parafulmine, posto sul monte Guazza, che dall'alto dei suoi 1536 m s.l.m. domina la conca del Farno, la baita Monte Alto (1380 m s.l.m.) situata tra le località Campo d'Avene (detto anche Piano d'Avena) e la Corna lunga, e la Malga Lunga, antico osservatorio utilizzato durante la seconda guerra mondiale, posto tra il monte di Sovere e il monte Grione, a un'altezza di 1 235 metri.
Queste strutture sono collegate tra loro grazie a una fitta sequenza di sentieri, gran parte dei quali sono contrassegnati da numero identificativo del C.A.I..
Tra i principali vi è la traccia numero 544, che dalla zona degli opifici del paese di Gandino sale raggiungendo la località Fontanei, da cui si incunea nella Valle Piana fino a raggiungere la locale chiesetta, dalla quale si giunge al bivio tra i sentieri numero 545 e 547, nei pressi del monte di Sovere. Il segnavia 545 si dirige tramite strada a fondo naturale verso le distese del Campo d'Avene, per salire fino al punto più elevato della "Tribulina dei morti della Montagnina", proseguire nella conca del Farno e ridiscendere fino alla località di Gianbec e infine alla frazione di Barzizza.
Il 547 invece, dalla zona del monte di Sovere, si mantiene in quota toccando la Malga Lunga, le pendici del monte Sparavera, la "pozza dei Sette Termini", la località Monticelli, i "prati di Cap", fino a giungere a Cima Peia, da cui scende fino a concludersi nella zona degli opifici di Gandino.
Attorno a questi itinerari si sviluppa un interessante reticolo di alternative e varianti, date dai segnavia contrassegnati con il 544A (Fontanei-Croce di Corno-Valle Piana, con percorso attrezzato per escursionisti esperti), il 544B (dalla chiesetta di Val Piana alla "Pozza dei Sette Termini"), il 545A (Monte di Sovere-Baita Monte Alto-"Campo d'Avene"), il 545B ("Campo d'Avene"-"Pozza del Fogarolo"), il 548 (Cirano-"Campo d'Avene"), il 548A (Croce di Corno-"Foppa Cornaclì"-"Campo d'Avene"), il 549 (Barzizza–"Groaro"–Tribulino della Guazza-pizzo Formico), il 549A (Monte Farno-Tribulino della Guazza) e il 508 (Fogarolo–San Lucio–Clusone).
Degna di nota è infine la traversata, identificabile con il numero 513 e intitolata al partigiano A. Caslini, che dalla frazione di Tribulina di Scanzorosciate raggiunge prima la valle Rossa, poi la località dei "Monticelli", per concludersi presso la Malga Lunga, ripercorrendo gli itinerari della resistenza partigiana.

## Società

### Evoluzione demografica
Abitanti censiti

### Etnie e minoranze straniere
Gli stranieri residenti a Gandino al 1º gennaio 2021 sono 246 e rappresentano il 4,7% della popolazione residente. Di seguito sono riportati i gruppi più consistenti:
1. Senegal, 67
2. Marocco, 51
3. Ucraina, 17
4. Cina, 15
5. Romania, 14
6. Albania, 13
7. India, 9
8. Costa d'Avorio, 8
9. Filippine, 7
10. Bolivia, 4

### Tradizioni e folclore

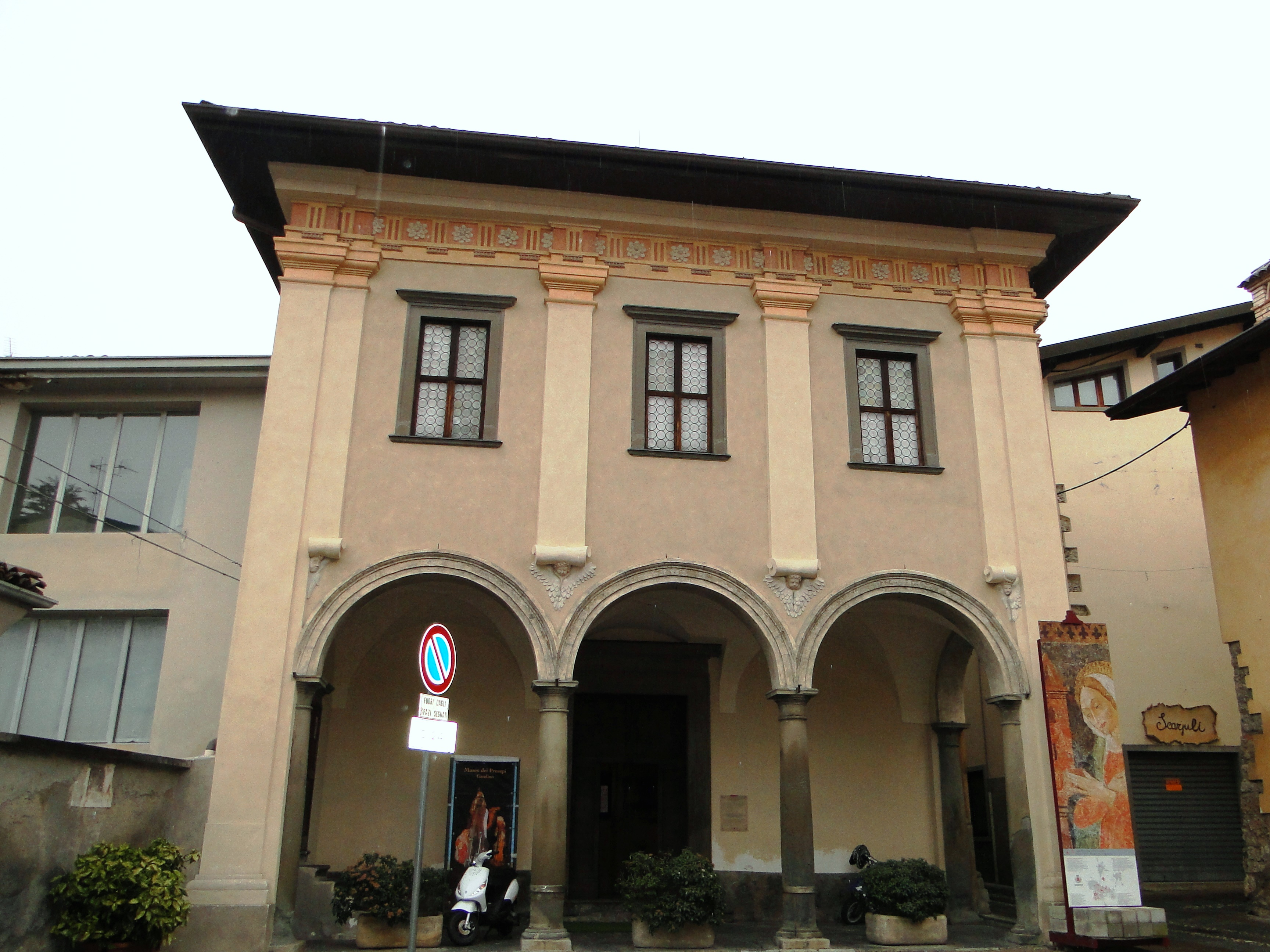
La chiesa di santa Croce e sant'Alessandro

Un appuntamento particolarmente interessante è la "Fiera di San Giuseppe", che si svolge ogni anno alla quarta domenica di Quaresima. Questa in gergo locale viene chiamata la féra dé palpacüi, in quanto si svolge in vie così strette che gli avventori sono costretti a muoversi quasi a contatto tra loro.
Durante il periodo pasquale si svolge inoltre una curiosa usanza: per l'intero periodo della Settimana Santa, tutte le campane vengono "legate", ovvero cessano di suonare durante le ore del giorno. In sostituzione, alcuni fedeli salgono sul terrazzo del campanile e, girando attorno alla cupola, "avvertono" la popolazione dell'inizio delle funzioni religiose, gridando, a seconda dei casi, le formule "Ave Maria" e la funziù (la funzione). Il gesto viene scandito dal suono della tola (”battola"), un particolare strumento composto da un'asse di legno con imperniati due battenti di metallo.
Particolarmente interessante è la tradizione campanaria e nello specifico il repertorio "d'allegrezza", ossia le circa 200 sonate eseguite sulla tastiera: c'è un programma annuale definito per l'esecuzione e il "campanaro effettivo o titolare" e il "campanaro aiuto" sono coloro che portano avanti questa tradizione (il gruppo campanari invece suona a corda). Merita una menzione particolare la trascrizione completa del repertorio delle sonate (basilica e chiese sussidiarie) permettendo solo così di trasmettere alle future generazioni le sonate originali senza lasciare al libero arbitrio l'esecuzione.
Un'altra iniziativa folkloristica è la "corsa delle uova" (Corsa de öf nel dialetto di Gandino), che si svolge con cadenza annuale dal 1931. Si tratta di una vera sfida agonistica che vede protagonisti due atleti: il primo deve percorrere di corsa, nel minor tempo possibile, il tratto Gandino-Fiorano Al Serio-Gandino, per un totale di poco superiore ai 12 chilometri. Il secondo contemporaneamente deve raccogliere una alla volta cento uova, poste ad un metro l'una dall'altra lungo la gandinese via Dante, che separa piazza Vittorio Veneto dalla chiesa di Santa Croce.
L'origine della manifestazione risiede in una sorta di scommessa, che ebbe come protagonisti Renzo Archetti e Giovanni Bonazzi. Il primo, impegnato nel percorso verso Fiorano, si aggiudicò la prova. Al contrario delle apparenze, è infatti favorito il concorrente che si accinge nella mini-maratona, in quanto la distanza percorsa dal raccoglitore d'uova è sì inferiore (10.100 metri secondo calcoli matematici), ma molto più spezzettata e discontinua rispetto a quella del corridore. Ne deriva una gara estremamente incerta, spesso risolta all'ultimo metro oppure all'ultimo uovo. Storicamente la corsa si svolge nella sera di antivigilia (venerdì) della prima domenica di luglio, solenne ricorrenza gandinese in onore dei santi Martiri Patroni Quirino, Flaviano, Valentino e Ponziano. L'evento si conclude con una sagra paesana e una gigantesca frittata.

### Qualità della vita e riconoscimenti
- Comune Riciclone 2011 - Raccolta RAEE: Gandino è il primo comune d'Italia più virtuoso nella raccolta di lampade al neon e a basso consumo[17].

## Cultura

### Ricorrenze religiose
- Prima domenica di luglio: solennità dei Santi Martiri Patroni e Traslazione delle reliquie. Secondo la tradizione le reliquie dei santi, conservate nella basilica di S. Maria Assunta, vengono portate in processione ogni 25 anni, in corrispondenza dei Giubilei. Tale usanza può essere però "infranta" in caso di eventi eccezionali (Intercessione per calamità naturale).
- Seconda domenica di Quaresima: commemorazione dei morti con il rituale Triduo. In questi tre giorni dedicati alla venerazione dei morti, nella basilica viene esposta una splendida raggiera con centinaia di luci. Fino agli anni 1950 durante questa ricorrenza, venivano appesi alle colonne portanti della chiesa dei quadri di arte macabra (l'intera collezione è conservata nel museo). Venivano appesi con dei fili in modo che quando si aprivano le porte per far entrare la gente, i quadri si muovevano. Questo fattore unitamente alla pochissima illuminazione presente dava la sensazione dei morti viventi. La tradizione racconta di come non poche persone siano scappate dalla chiesa urlando.
- Terza domenica di luglio: festa della Madonna del Carmine (presso la chiesa di S. Croce e Alessandro).
- Prima domenica di settembre: festa di S. Francesco di Paola (presso la chiesa di S. Giuseppe).
- Terza domenica di settembre: festa della Madonna Addolorata (presso la chiesa di S. Maria Nascente).
- 15 agosto: solennità del titolare della Basilica.

## Amministrazione
| Periodo           | Periodo           | Primo cittadino   | Partito      | Carica                  | Note |
| ----------------- | ----------------- | ----------------- | ------------ | ----------------------- | ---- |
| maggio 1945       | 22 marzo 1946     | Vincenzo Rudelli  | DC           | Sindaco                 |      |
| 23 marzo 1946     | 4 maggio 1949     | Raimondo Zilioli  | DC           | Sindaco                 |      |
| 5 maggio 1949     | 8 giugno 1951     | Luigi Bombardieri | DC           | Sindaco                 |      |
| 9 giugno 1951     | 13 giugno 1956    | Giulio Mosconi    | DC           | Sindaco                 |      |
| 14 giugno 1956    | 22 novembre 1960  | Giulio Mosconi    | DC           | Sindaco                 |      |
| 23 novembre 1960  | 4 dicembre 1964   | Luigi Radici      | DC           | Sindaco                 |      |
| 5 dicembre 1964   | 29 marzo 1968     | Luigi Radici      | DC           | Sindaco                 |      |
| 30 marzo 1968     | 7 marzo 1969      | Giulio Alberti    | DC           | Sindaco                 |      |
| 8 marzo 1969      | 26 giugno 1970    | Roberto Colombi   | DC           | Sindaco                 |      |
| 27 giugno 1970    | 11 luglio 1975    | Dario De Giorgi   | DC           | Sindaco                 |      |
| 12 luglio 1975    | 15 novembre 1979  | Roberto Colombi   | DC           | Sindaco                 |      |
| 16 novembre 1979  | 16 dicembre 1981  | Samuele Presti    | DC           | Sindaco                 |      |
| 17 dicembre 1981  | febbraio 1983     | Elena Pasini      | DC           | Sindaco                 |      |
| 1º marzo 1983     | 22 luglio 1983    |                   |              | Commissario prefettizio |      |
| 23 luglio 1983    | 28 settembre 1988 | Elena Pasini      | DC           | Sindaco                 |      |
| 29 settembre 1988 | 5 giugno 1993     | Elena Pasini      | DC           | Sindaco                 |      |
| 6 giugno 1993     | agosto 1997       | Marco Ongaro      | Lega Nord    | Sindaco                 |      |
| settembre 1997    | 15 novembre 1997  |                   |              | Commissario prefettizio |      |
| 16 novembre 1997  | 26 maggio 2002    | Marco Ongaro      | Lega Nord    | Sindaco                 |      |
| 27 maggio 2002    | 27 maggio 2007    | Gustavo Maccari   | lista civica | Sindaco                 |      |
| 28 maggio 2007    | 6 maggio 2012     | Gustavo Maccari   | lista civica | Sindaco                 |      |
| 7 maggio 2012     | 10 giugno 2017    | Elio Castelli     | lista civica | Sindaco                 |      |
| 11 giugno 2017    | 13 giugno 2022    | Elio Castelli     | lista civica | Sindaco                 |      |
| 13 giugno 2022    | in carica         | Filippo Servalli  | lista civica | Sindaco                 |      |

### Simboli
Blasonatura stemma:
Di rosso a due grifoni alati attorcigliati a forma di una "G", di verde, coronati d'oro. Capo d'oro a tre aquile a volo abbassato, coronate dello stesso. Ornamenti esteriori da Comune. Decreto del Capo del governo in data 14 dicembre 1932.
Gonfalone:
Decreto del Capo del Governo in data 11 luglio 1933.